# Iglesia de San Agustín (París)
La iglesia de San Agustín de París (del francés: église Saint-Augustin) es una gran iglesia francesa construida entre 1860-1871 por Victor Baltard en un estilo ecléctico en el VIII Distrito de la capital. Tiene casi 100 m de longitud y una cúpula de más de 60 m. Fue uno de los primeros edificios de envergadura construidos en París con estructura metálica. Se encuentra justo detrás de la plaza de la Madeleine, en la estación de metro de San Agustín. Su localización la engrandece y la hace aún más impresionante. Sin embargo, no es tan renombrada si se considera su tamaño, probablemente porque el VIII Distrito no está tan poblado como otros.
La fachada de San Agustín se caracteriza por la presencia de los cuatro evangelistas sobre arcadas y, por encima de ellos, los doce apóstoles y encima el rosetón. Sus vitrales representan obispos y mártires de los primeros siglos. La iglesia cuenta con pinturas de William-Adolphe Bouguereau, Jean-Hippolyte Flandrin, Émile Signol, Alexandre-Dominique Denuelle y esculturas de Albert-Ernest Carrier-Belleuse y Henri Chapu. Una estatua de Juana de Arco, realizada por el escultor y pintor Paul Dubois, fue erigida frente a la iglesia en 1896.
Es famosa entre otras razones por haber sido el lugar en el que se produjo la conversión de Carlos de Foucauld (canonizado en 2022) por parte de su párroco, el sacerdote Henri Huvelin, un notable confesor.

## Historia
Durante el reinado de Napoleón III en las décadas de 1850 y 1860, París experimentó una drástica transformación bajo la dirección de Georges-Eugène Haussmann, entonces prefecto de la capital. Haussmann abrió muchos bulevares, anchos y rectilíneos,  a través del denso y concurrido tejido de la ciudad medieval, situando prominentes edificios públicos en los extremos de los paseos para lograr impresionantes perspectivas.
.
.

Alzado original de Victor Baltard

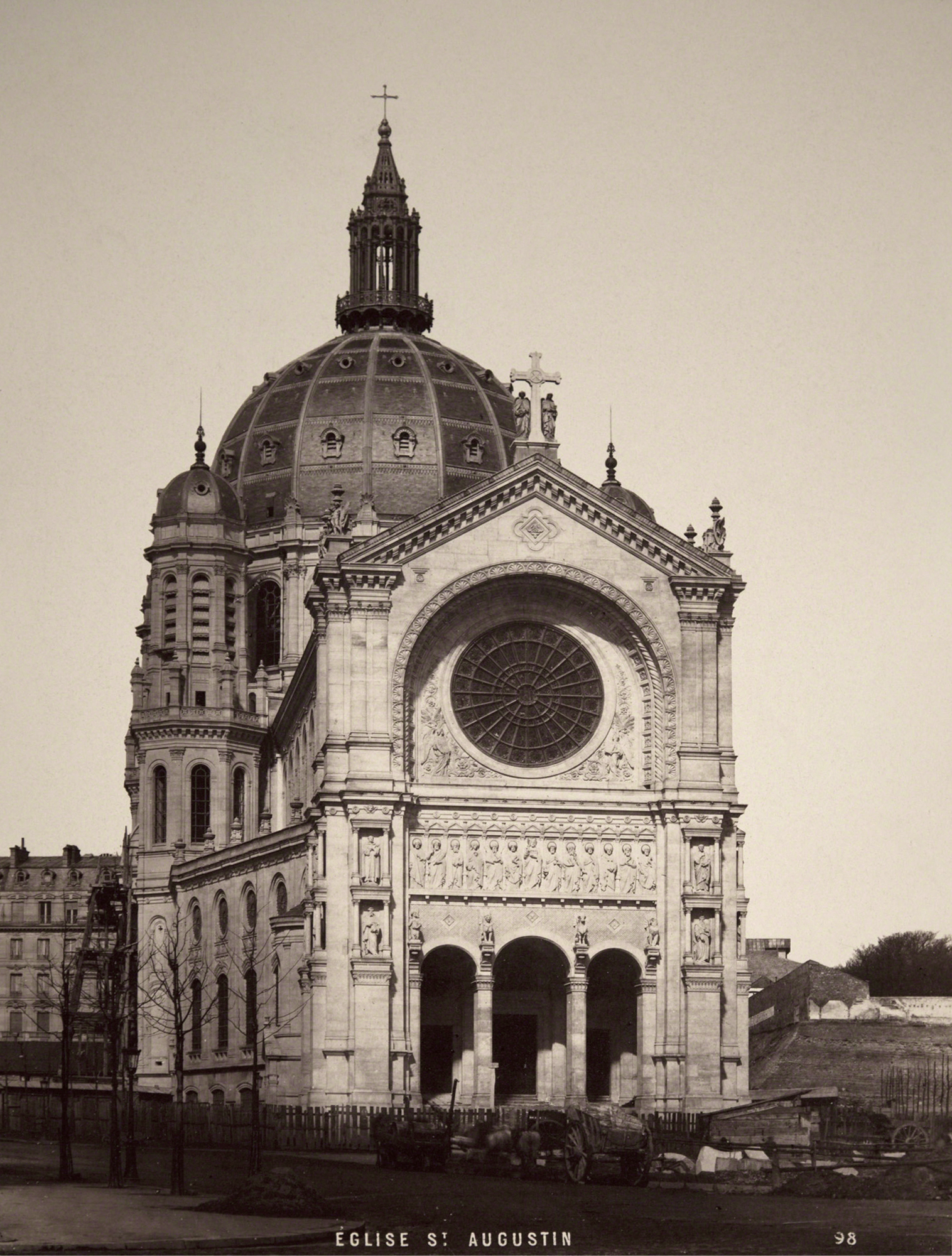
La iglesia antes de terminarse en una fotografía Achille Quinet (ca. 1870)

El boulevard Malesherbes fue abierto cortando en dirección noroeste desde La Madeleine. San Augustin, cerca del lugar donde había nacido el propio Haussmann, fue construido para proporcionar un contrapunto a las famosas columnas de La Madeleine en el otro extremo del bulevar. También fue diseñado para ser visible desde el Arco del Triunfo mirando abajo a través de la avenida de Friedland. El lugar elegido, un lote de forma irregular en la intersección de cuatro calles, y la necesidad de elevar una cúpula de 60,0 m de modo que fuese visible desde el Arco del Triunfo, dictaron las proporciones inusuales del edificio.
La iglesia fue diseñada por el compañero protestante de Haussmann, el arquitecto Victor Baltard quien también diseñó el famoso mercado de Les Halles. Fue construida entre 1860 y 1871, en el barrio de la Pequeña Polonia, actualmente la plaza Saint-Augustin. En el mes de enero de 1867, el abad Langénieux fue trasladado a la nueva iglesia parroquial dedicada a san Agustín de Hipona. Esta zona de la capital veía elevarse sobre sus amplias avenidas, alrededor de la nueva iglesia entonces en construcción, las lujosas mansiones de la sociedad aristocrática. El abad aceleró la marcha de las obras de la iglesia, hizo construir la gran rectoría donde el cura y veinte vicarios tenían una habitación sencilla, pero cómoda y bien acondicionada. Si bien el uso que hizo Baltard del hierro en la estructura de San Augusti fue alabado por su inventiva, algún crítico ha descrito la iglesia como «una monstruosidad: ridículamente situada, sin proporción, aplastada bajo una cúpula descomunal». El barrio alrededor de la iglesia es ahora es uno de los barrios más caros de París.
La voluntad de construir este edificio bien a la vista tuvo, sin embargo, un inconveniente. Situado en el cruce del bulevar Haussmann y el boulevard Malesherbes, ambos de mucha circulación y en una zona pavimentada con adoquines, causaban que la iglesia fuese sin duda una de las más ruidosas de París, oyéndose el ruido del tráfico aún en el interior de la nave, lo que no era propicio para recogimiento.
Napoleón III decidió que la cripta de la iglesia albergaría las sepulturas de los príncipes de la familia imperial, las de los emperadores y emperatrices antes de reposar en la basílica de San Denís. Aunque destinado a ser el lugar de descanso del mismo Napoleón III y de la emperatriz Eugenia, ambos murieron en el exilio y fueron enterrados en la abadía de San Miguel, en Farnborough, Inglaterra.
Fue en esta iglesia donde se habría desencadenado la conversión de Carlos de Foucauld (más tarde beato) por parte de su párroco, el padre Henri Huvelin, un notable confesor.

## Descripción

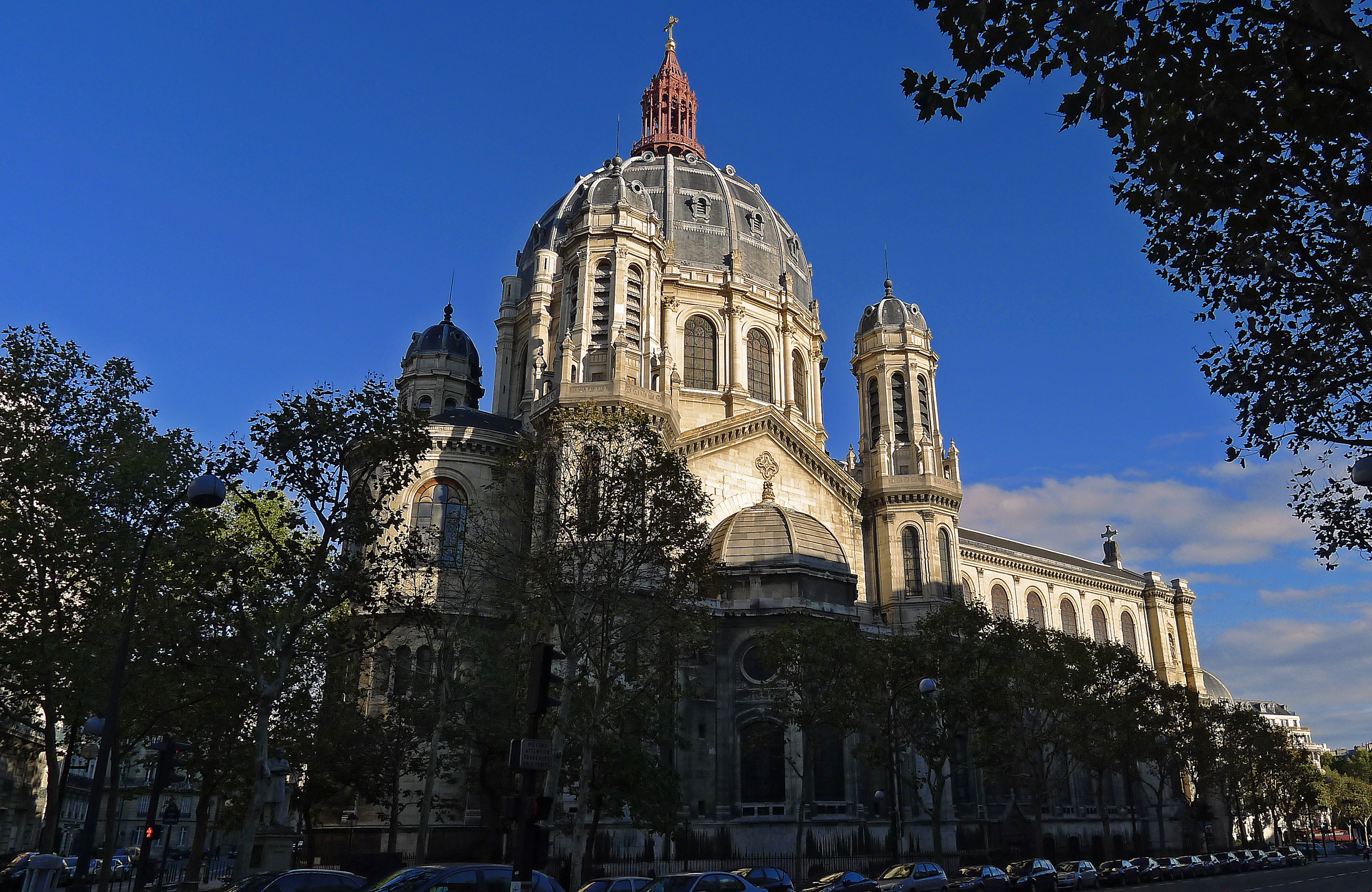
Vista desde el boulevard Malesherbes con las cúpulas pseudobizantinas.

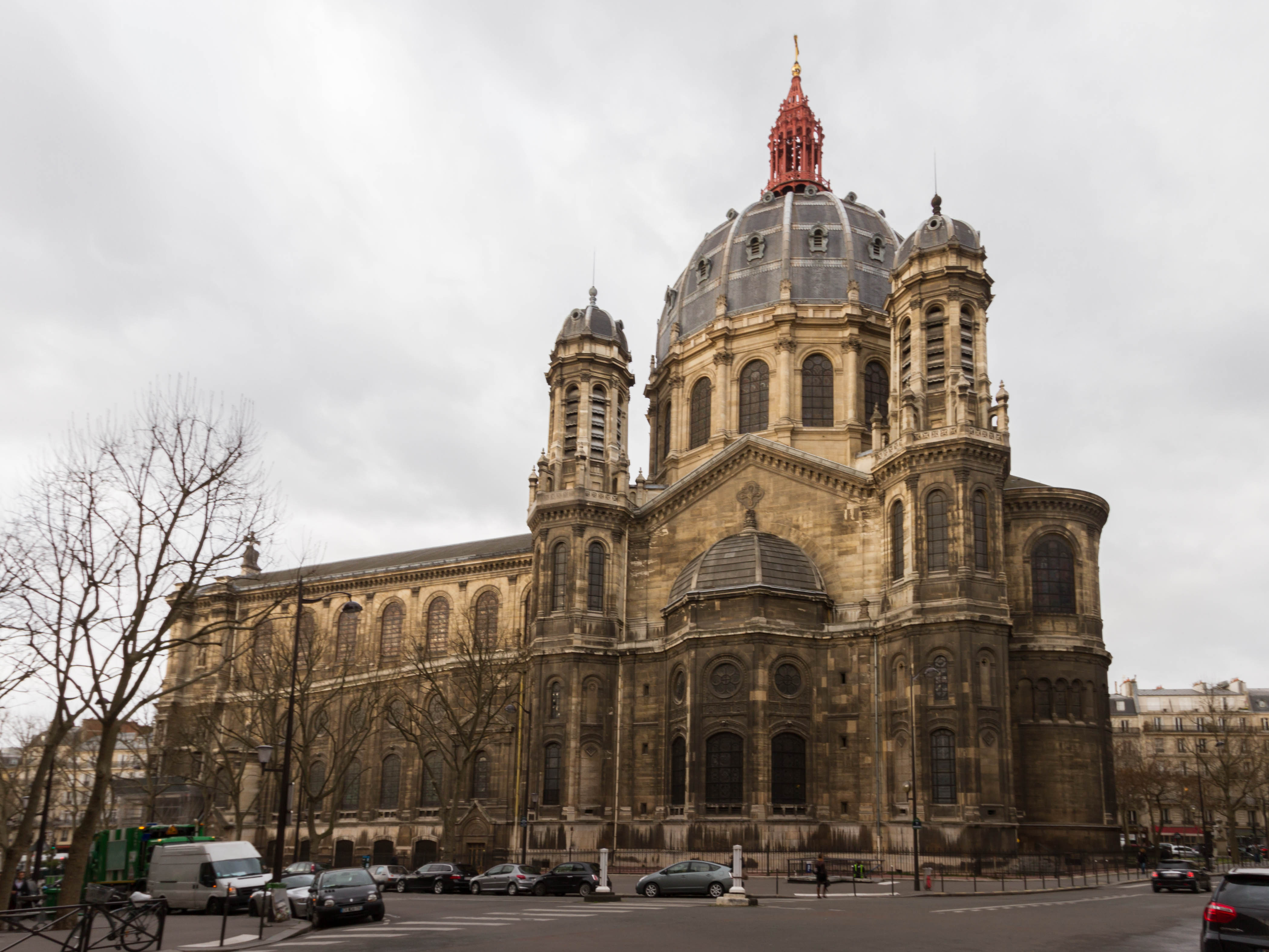
Exterior del flanco derecho.

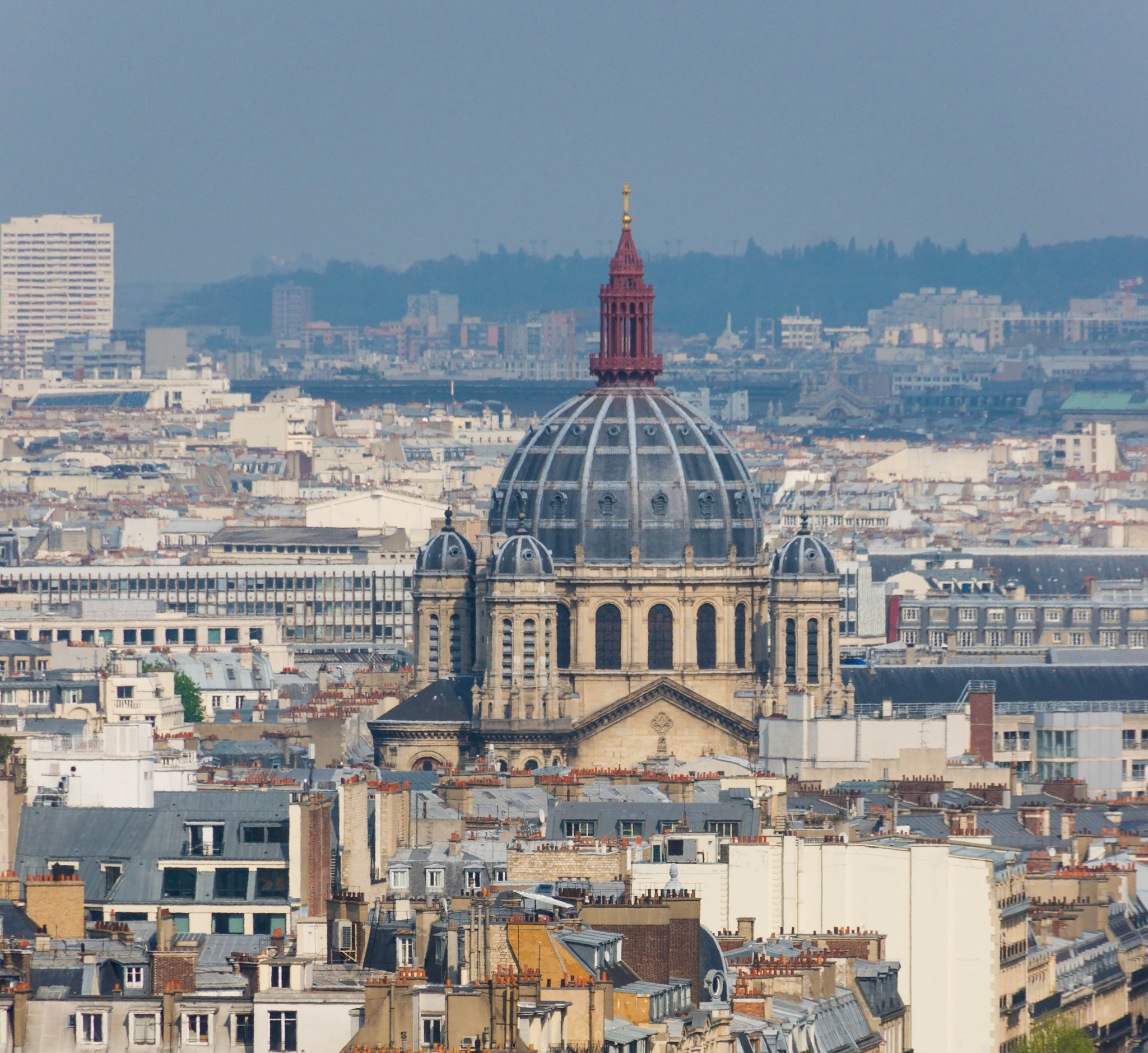
La cúpula en el perfil capitalino.

Construida por Victor Baltard (arquitecto de Les Halles de París), esta iglesia encuentra su originalidad en su estructura más que en su estilo ecléctico, inspirado en el arte románico y el bizantino. De hecho, fue el primer edificio de esta envergadura en emplear una osamenta metálica. Presenta  casi 100 metros de longitud y su cúpula se eleva a más de 60 metros. Gracias a la estructura metálica, no tiene los contrafuertes habituales. No siendo el solar rectangular, la planta es muy original, con una fachada estrecha y un gran coro. A medida que uno se acerca a éste, las capillas adyacentes se vuelven cada vez más imponentes.

Exterior de la iglesia
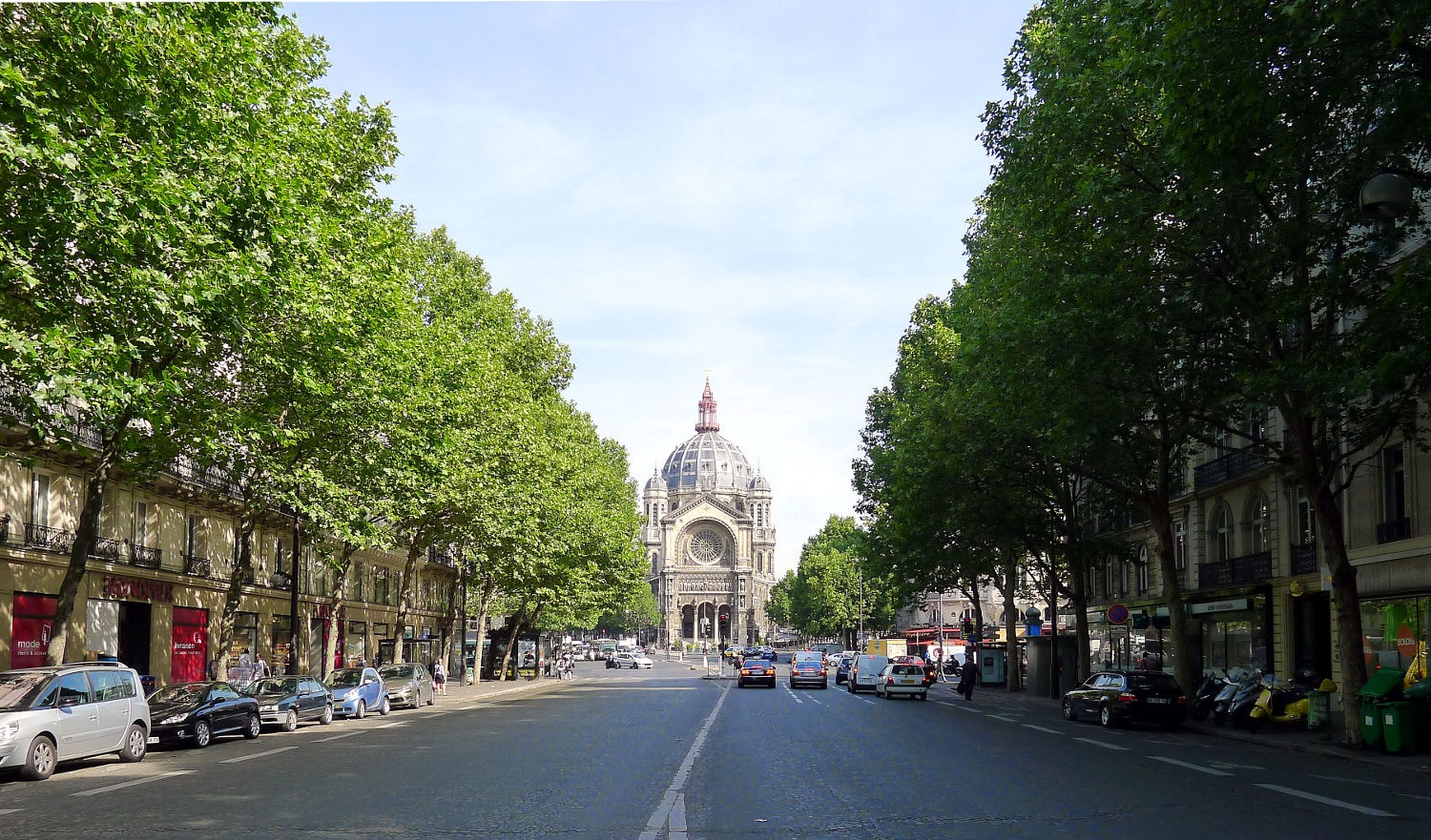
El boulevard Malesherbes, con San Agustín en perspectiva.
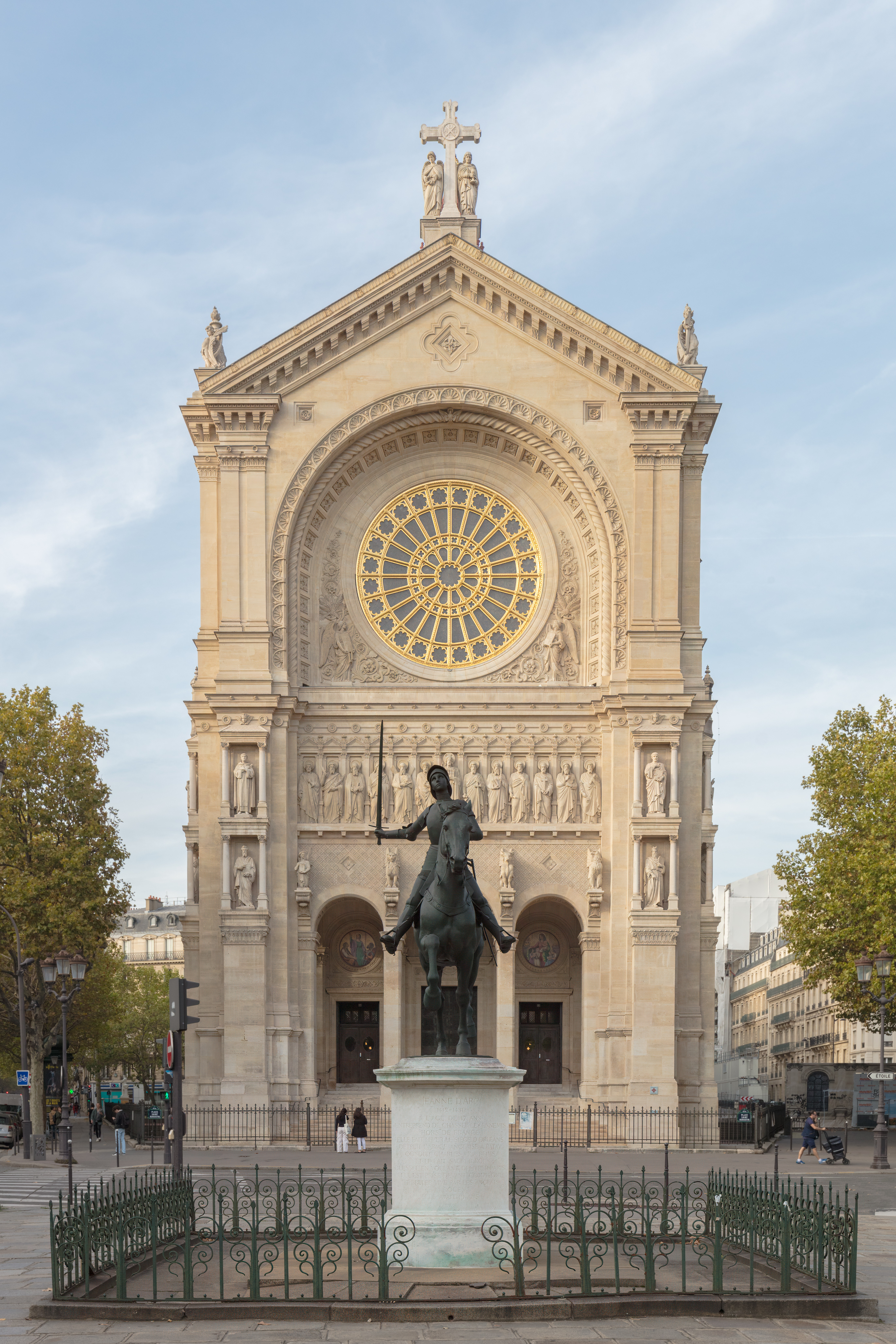
Vista del conjunto.
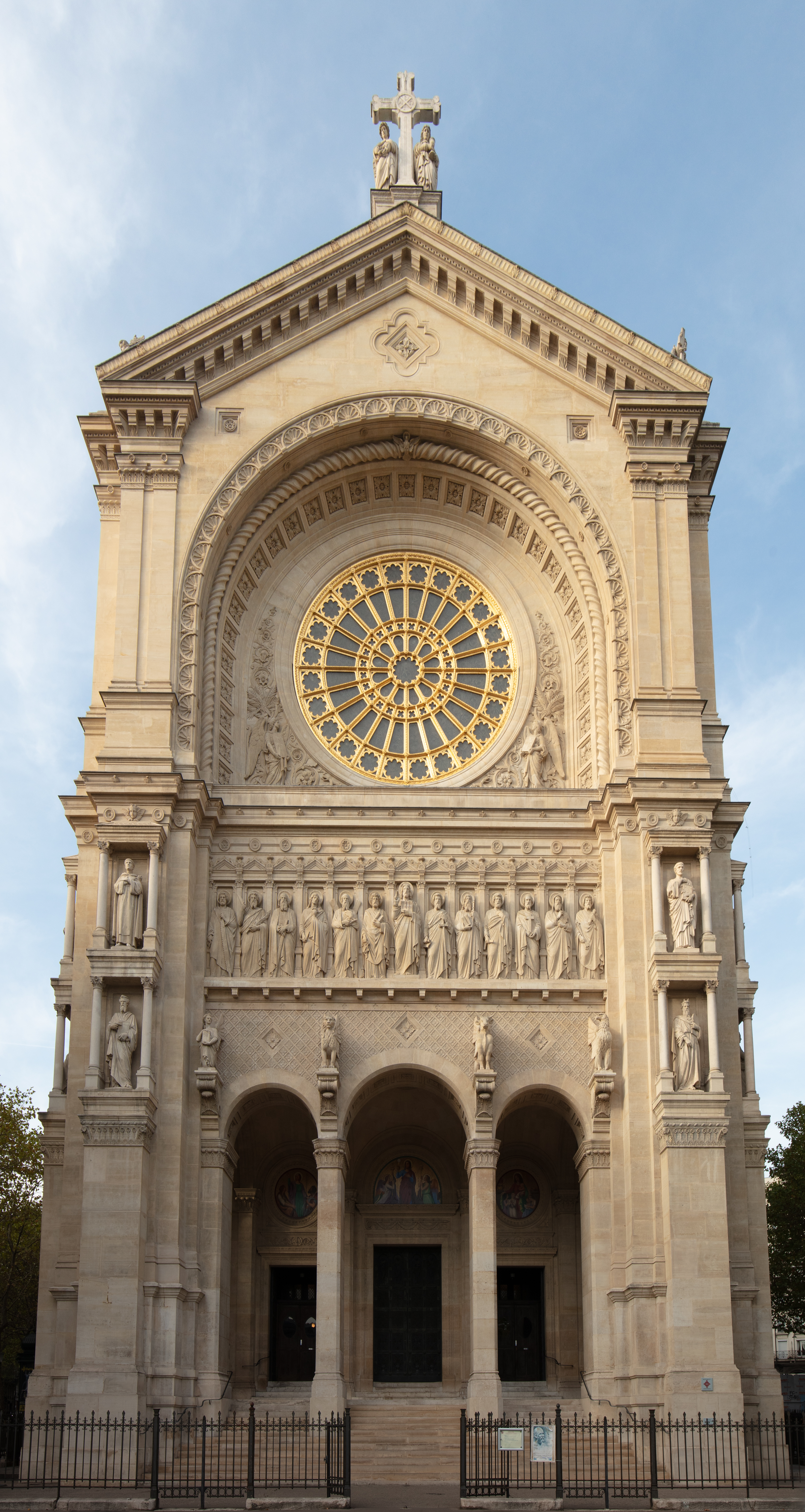
La fachada.
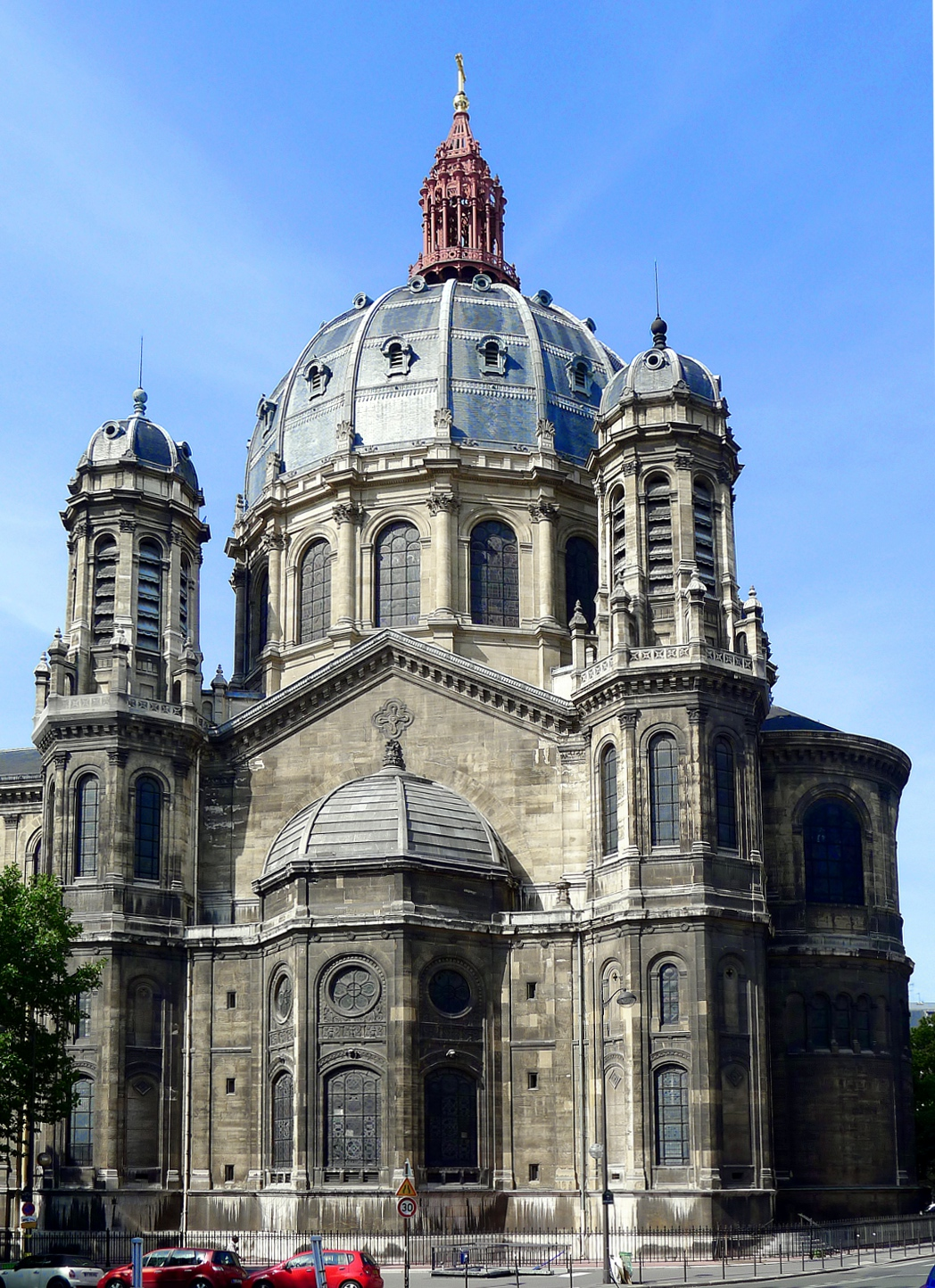
La cabecera y la cúpula.

### Arquitectura
Desde el punto de vista del estilo, la iglesia tiene una particular forma de Eclecticismo, con claras referencias a los estilos neorrománica y neobizantino. Especial es la técnica constructiva: la iglesia tiene una estructura metálica completamente autoportante, que no necesita contrafuertes. Esta estructura, a diferencia de otros edificios similares diseñados en ese momento en la capital, como la iglesia de San Ambrosio (1863-1868) o la basílica de Santa Clotilde (1846-1857), no se oculta en su totalidad con un revestimiento de piedra, sino que está integrada, convirtiéndose también en una parte efectiva del aparato decorativo del edificio.
En el interior, las columnas y las nervaduras en fundición de hierro, igualmente expuestas, constituyen una orgullosa  ejemplificación de la particular técnica constructiva y también asumen funciones decorativas. Desde este punto de vista, la iglesia de San Agustín es particularmente representativa de las tecnologías y de las pasiones técnico-estéticas de ese momento.

### Exterior
El solar en el que se levantó la iglesia era de forma triangular. El edificio fue adaptado a esta restricción resolviendo la planta con un frente estrecho y alto detrás del que se extiende una amplia tribuna. Son las capillas laterales las que regularizan el volumen de la nave, siendo cada vez más grande a medida que se avanza hacia el coro. Entre las críticas al edificio, se habló de que era la planificación urbana la que debería haber estado al servicio de la arquitectura y no al contrario.
La fachada de la iglesia es a dos aguas, precedida por un corto tramo de escaleras; gran parte del informe está incrustado en un gran arco de medio punto que descansa sobre dos grandes pilares laterales decorados con las estatuas de Moisés (parte inferior izquierda), Santo Tomás de Aquino (arriba a la izquierda), Elías (abajo a la derecha) y San Agustín (arriba a la derecha). En la parte inferior de la fachada, se abren las tres arcadas que dan acceso al pórtico, colocadas en correspondencia con los portales, cada uno de los cuales está coronada por una pintura que representa una de las tres virtudes teologales. Sobre los pilares que soportan los tres arcos, están los símbolos de los cuatro evangelistas, mientras que por encima de las arcadas del pórtico y, bajo el rosetón, hay un alto relieve que representa a Jesús entre los doce Apóstoles.

Detalles de la fachada meridional, con los símbolos de los cuatro evangelistas
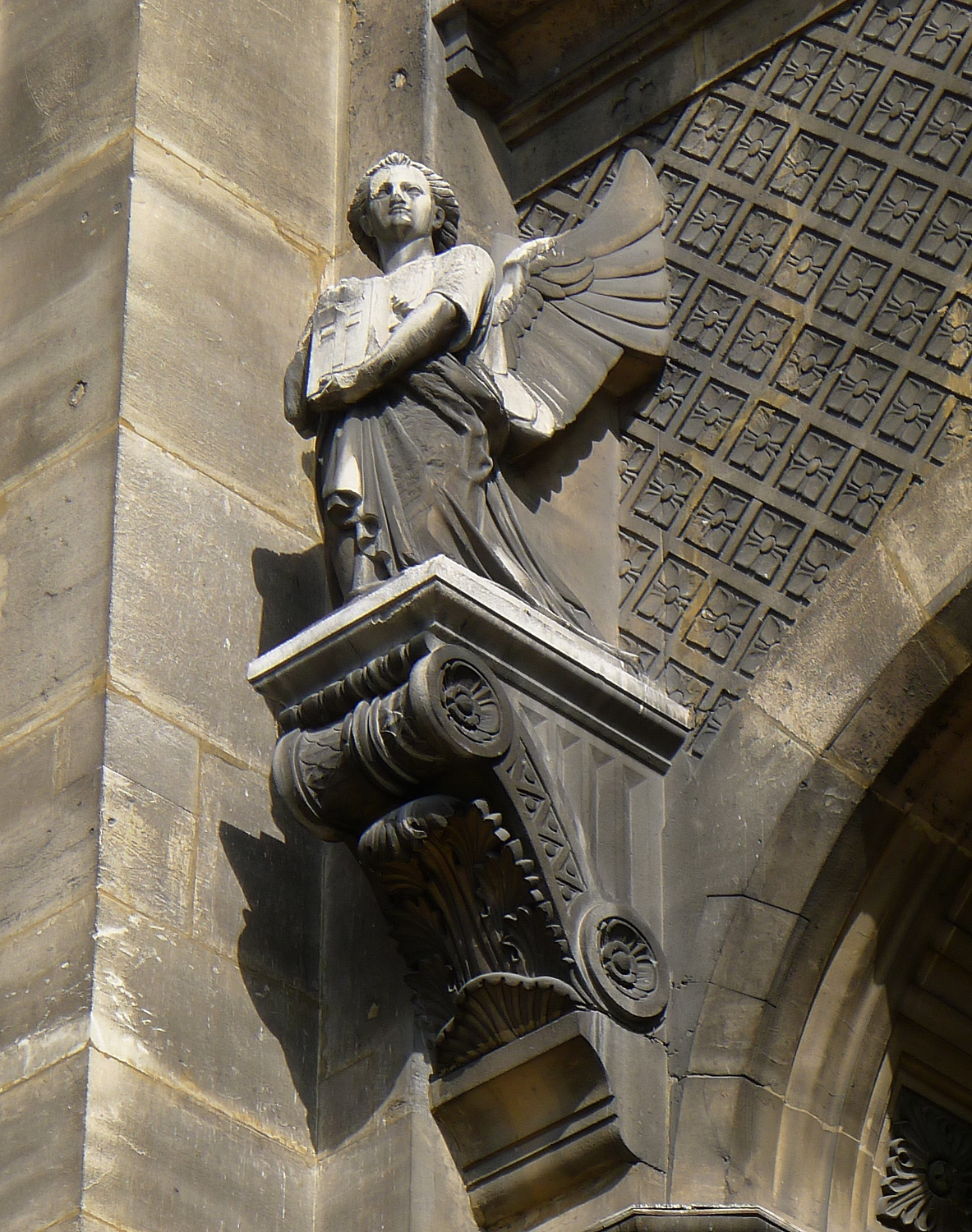
Mateo (hombre alado).
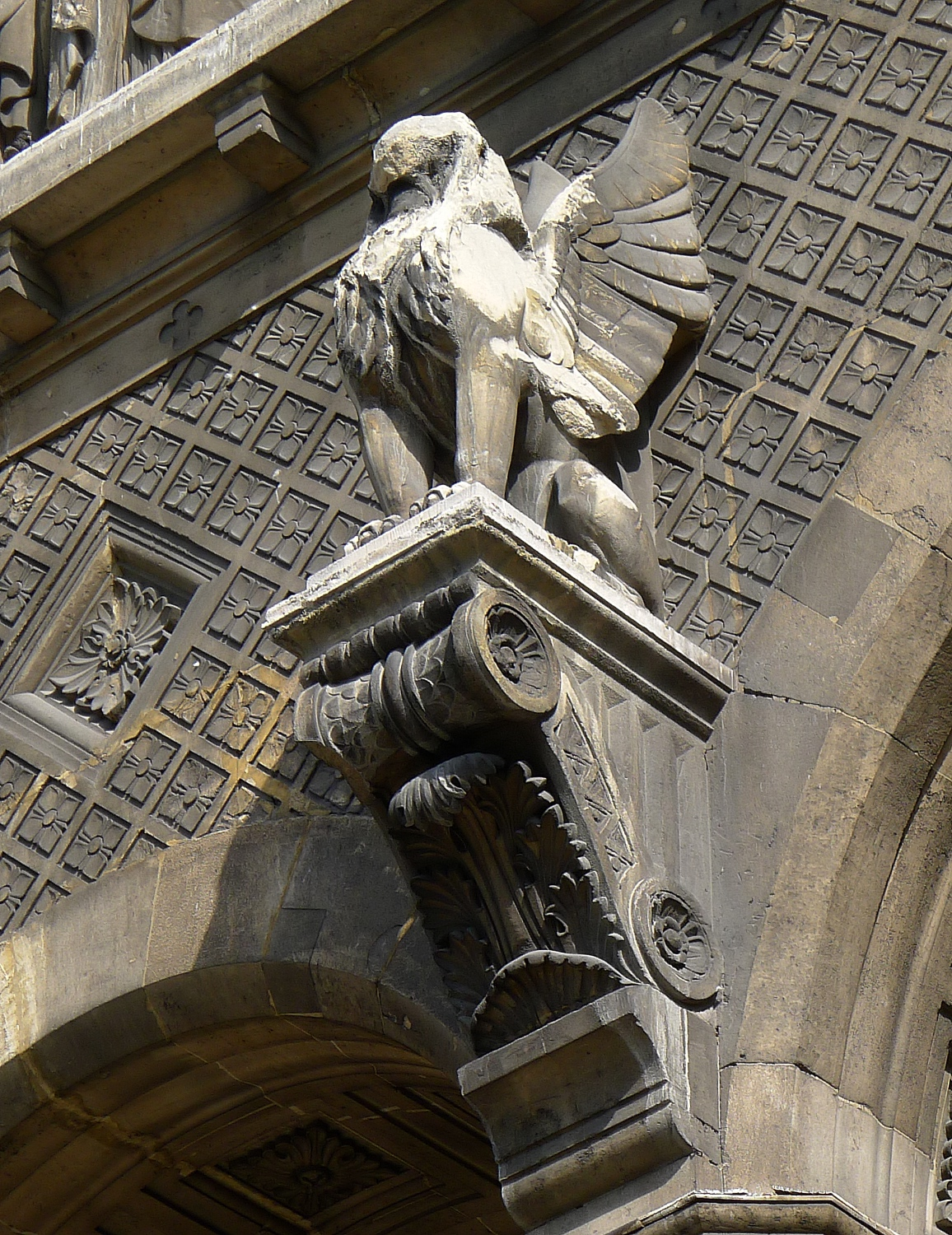
Marcos (león).
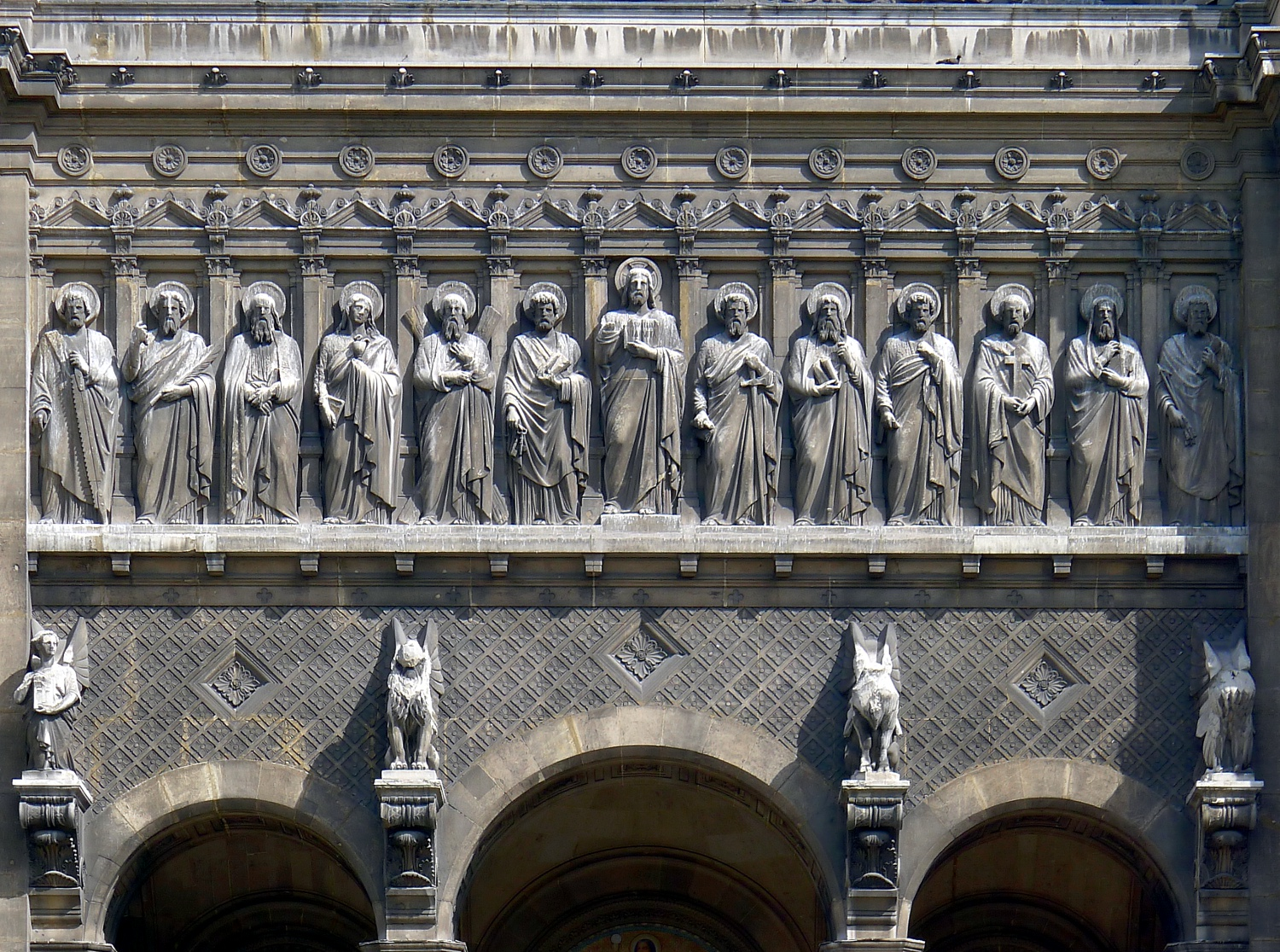
Friso con Jesús entre los doce Apóstoles.
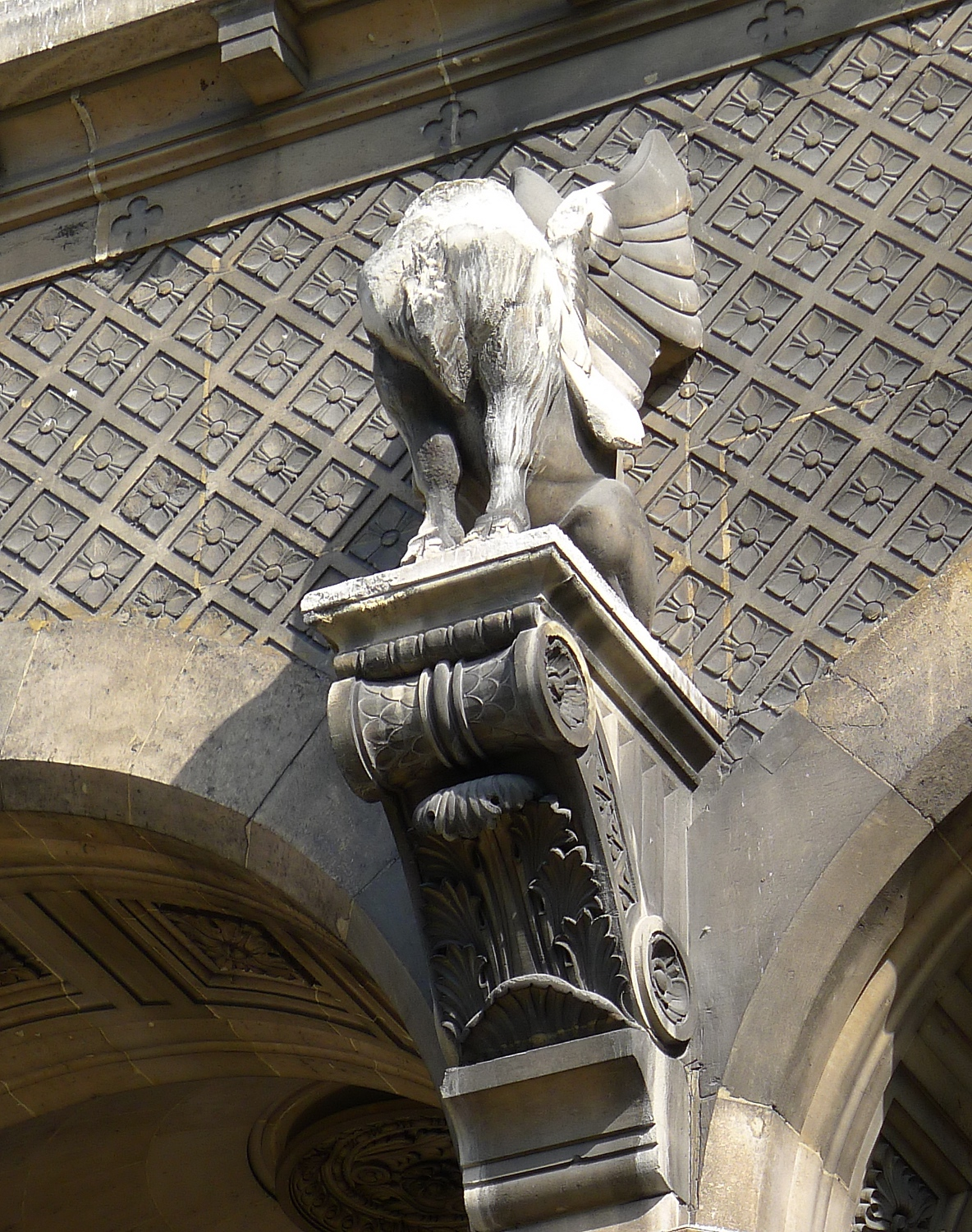
Lucas (buey).
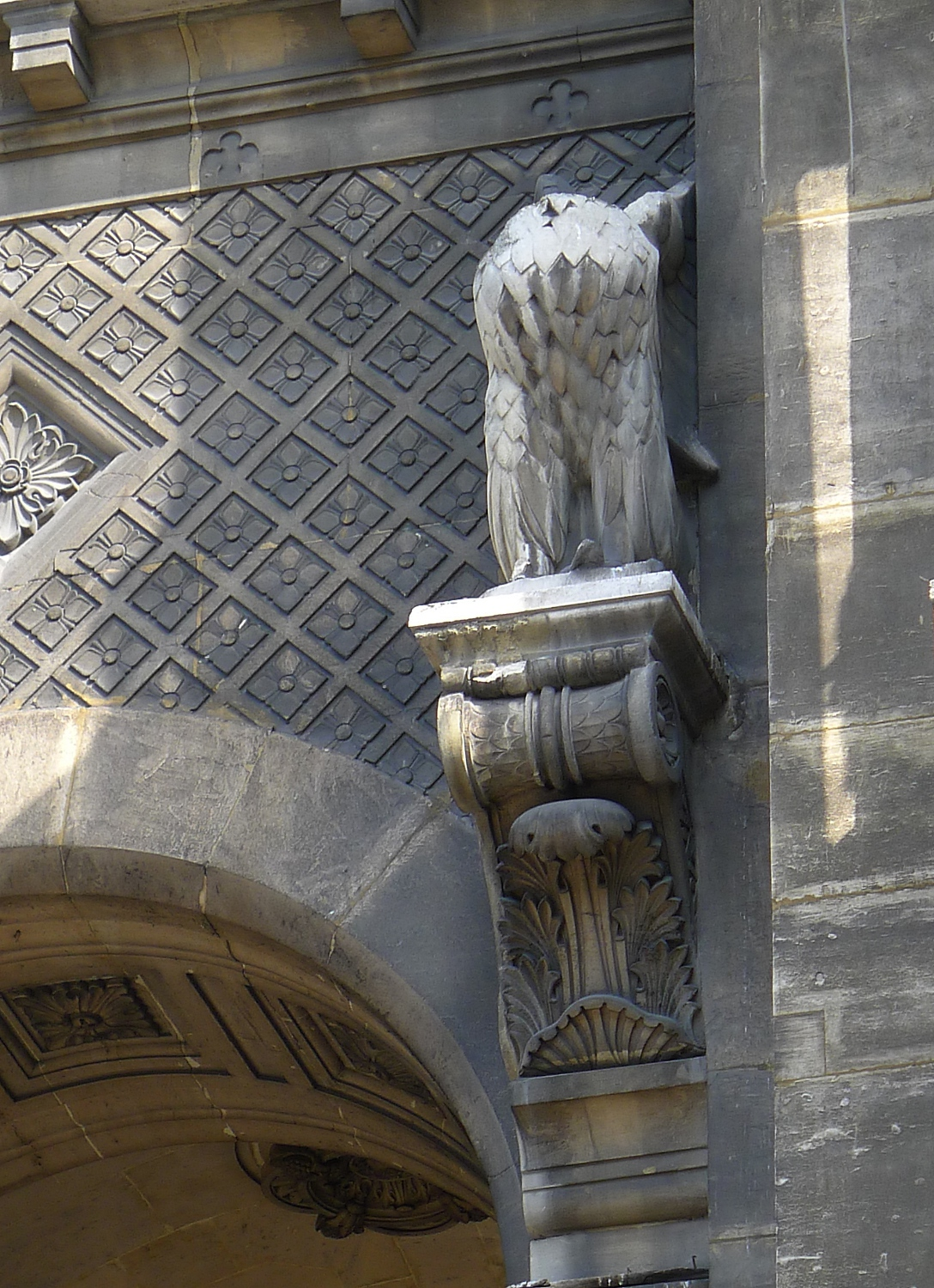
Juan (águila).

La tribuna se caracteriza por la alta cúpula con tambor, en el que se abren grandes ventanas de arcos de medio punto alternando con columnas corintias. La linterna, hecha enteramente de hierro fundido, fue duramente criticada durante la guerra franco-prusiana (julio de 1870 a mayo de 1871) al ser asimilada con los cascos militares del reino de Prusia, también en referencia a la fe protestante de Victor Baltard. La cúpula está sostenida por cuatro torres campanario de planta octogonal.

### Interior
El aula es de una nave única con siete arcadas en cada lado, de las cuales las cinco primeras corresponden a otras tantas capillas laterales, cada vez más grandes yendo desde la contrafachada hacia la tribuna. La bóveda está sostenida por arcos ribassati en hierro fundido apoyados sobre esbeltas columnas del mismo material, con la parte superior de cada una de ellas con una estatua representando a un ángel. En la parte superior de la pared está el triforio del matroneo y, más arriba, el claristorio, compuesto por grandes ventanas de arco de medio punto con vitrales policromos con imágenes de obispos y mártires de los primeros siglos, realizados por Charles-Laurent Maréchal.
La tribuna consta de tres ábsides poligonales que se abren a una única gran sala central, el crucero, de planta octogonal y cubierta por una cúpula. En el centro, sobre un alto podio, hay un presbiterio, con el altar mayor coronado por un ciborio de hierro fundido dorado. En la base de la cúpula, hay cuatro medallones pintados que representan a los evangelistas, y son de William Bouguereau los frescos de la bóveda de los dos ábsides laterales, que representan escenas de la vida de San Juan Bautista (derecha) y escenas de la vida de San Agustín (en izquierda); estos dos ambientes también tienen un matroneo  que los divide en dos niveles, de los cuales se utiliza el inferior como capilla, la de la derecha dedicada a San José y la izquierda al Sagrado Corazón de Jesús, con la estatua del dedicatario dentro de un baldaquino sobre el altar. La capilla axial está dedicada a la Virgen María, con una estatua de mármol de la Virgen con el Niño de León Jaley.

Vistas del interior
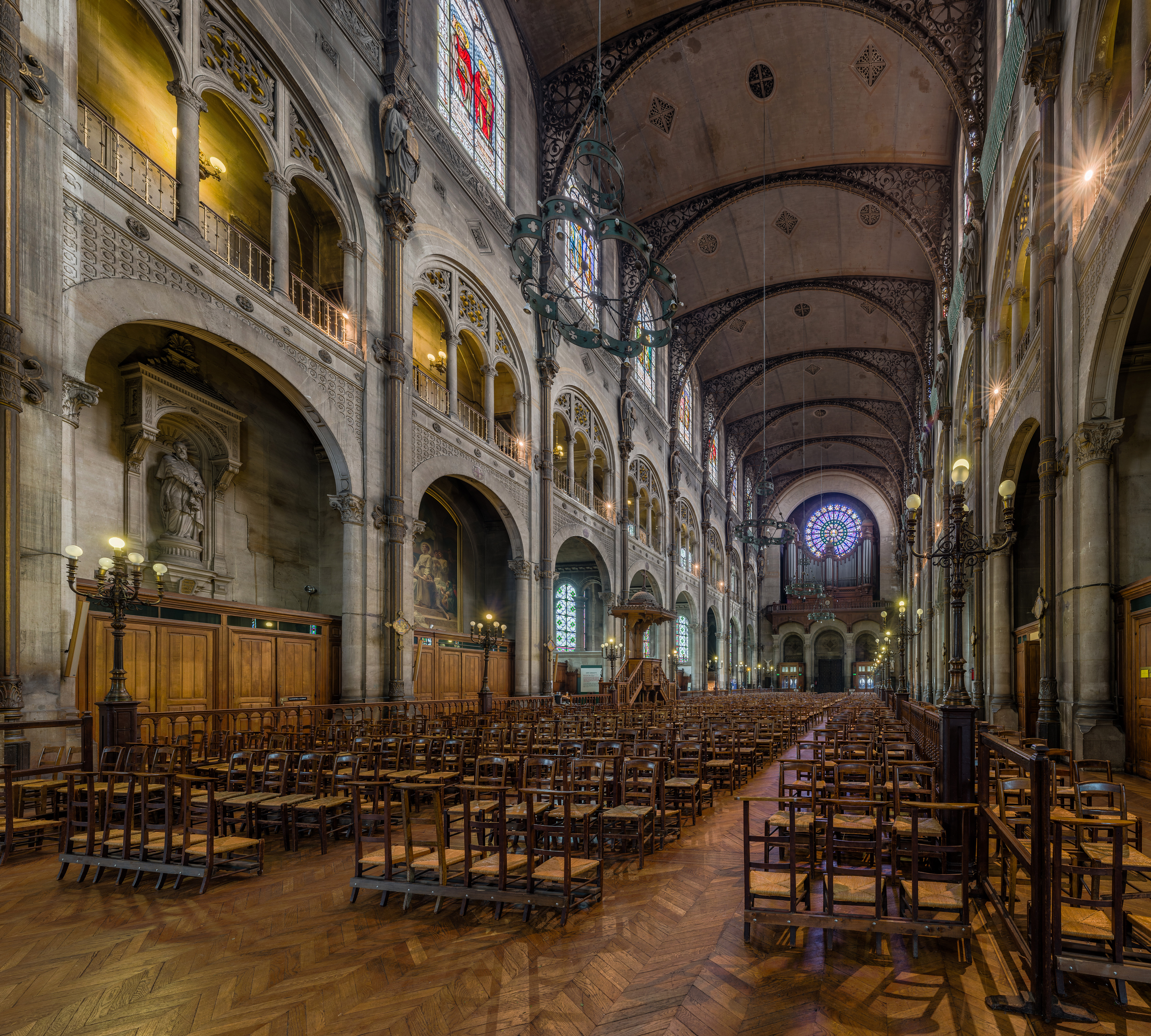
Interior hacia la contrafachada.
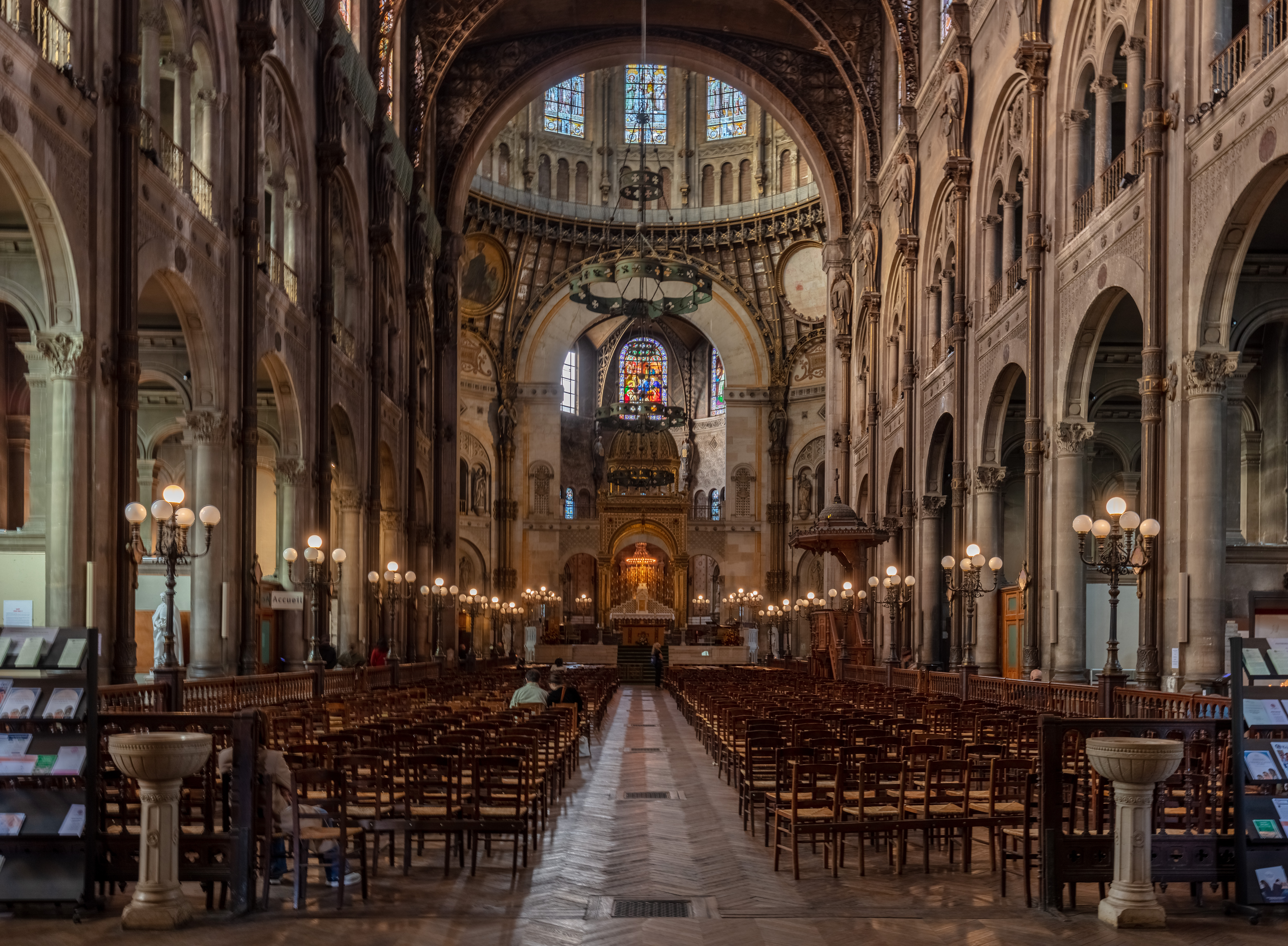
Interior de la tribuna.
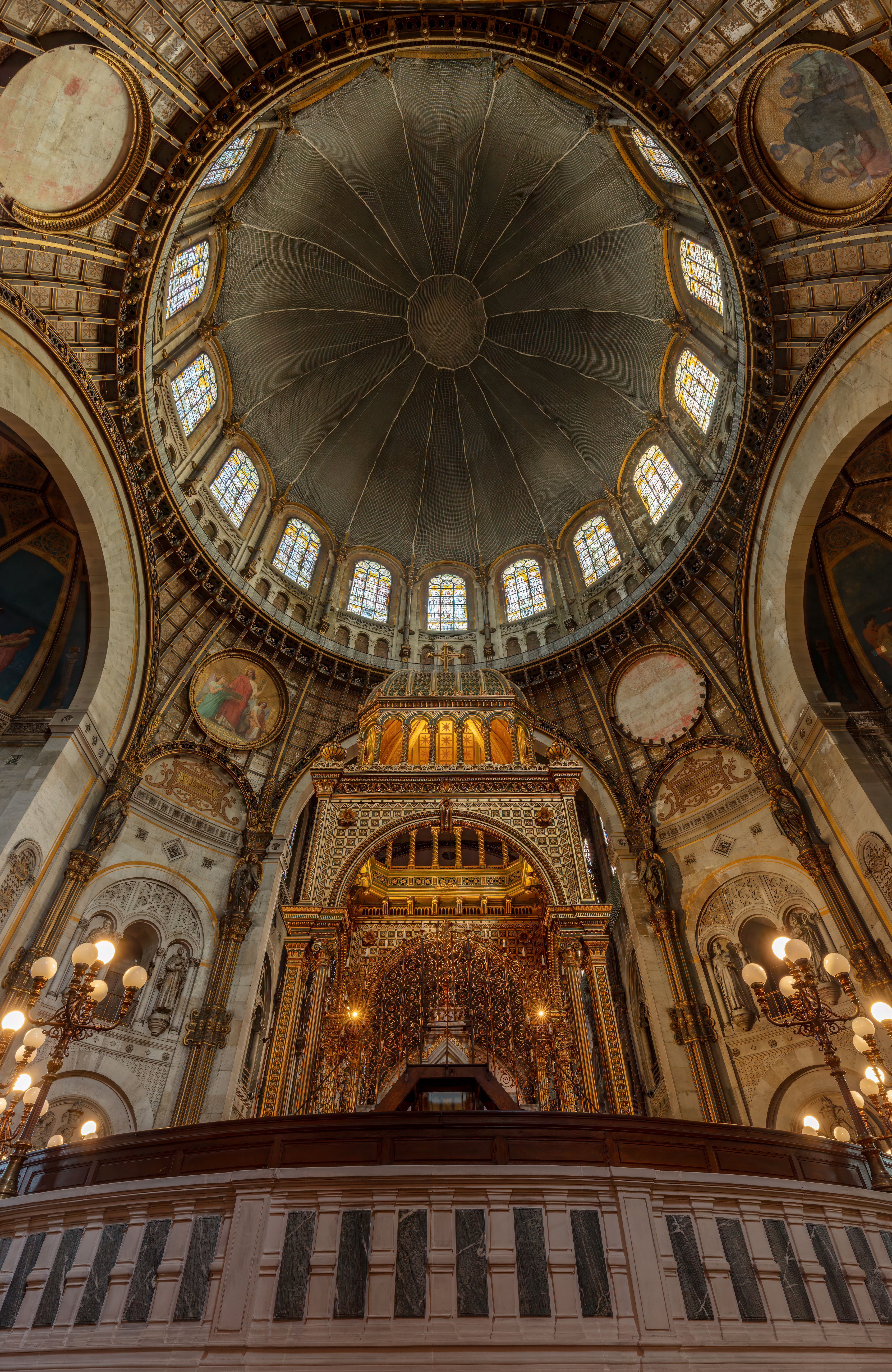
El ciborio.
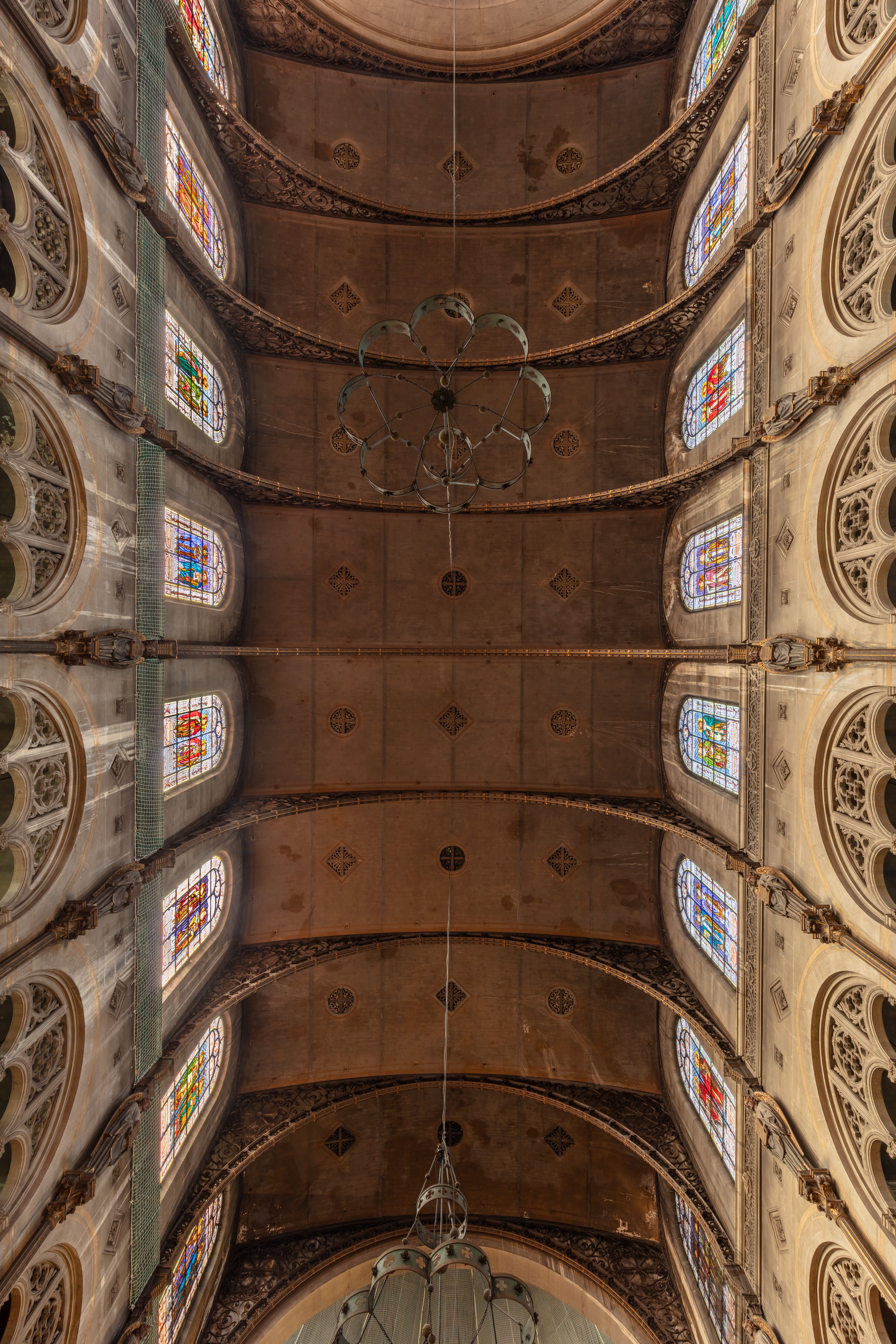
Techo.
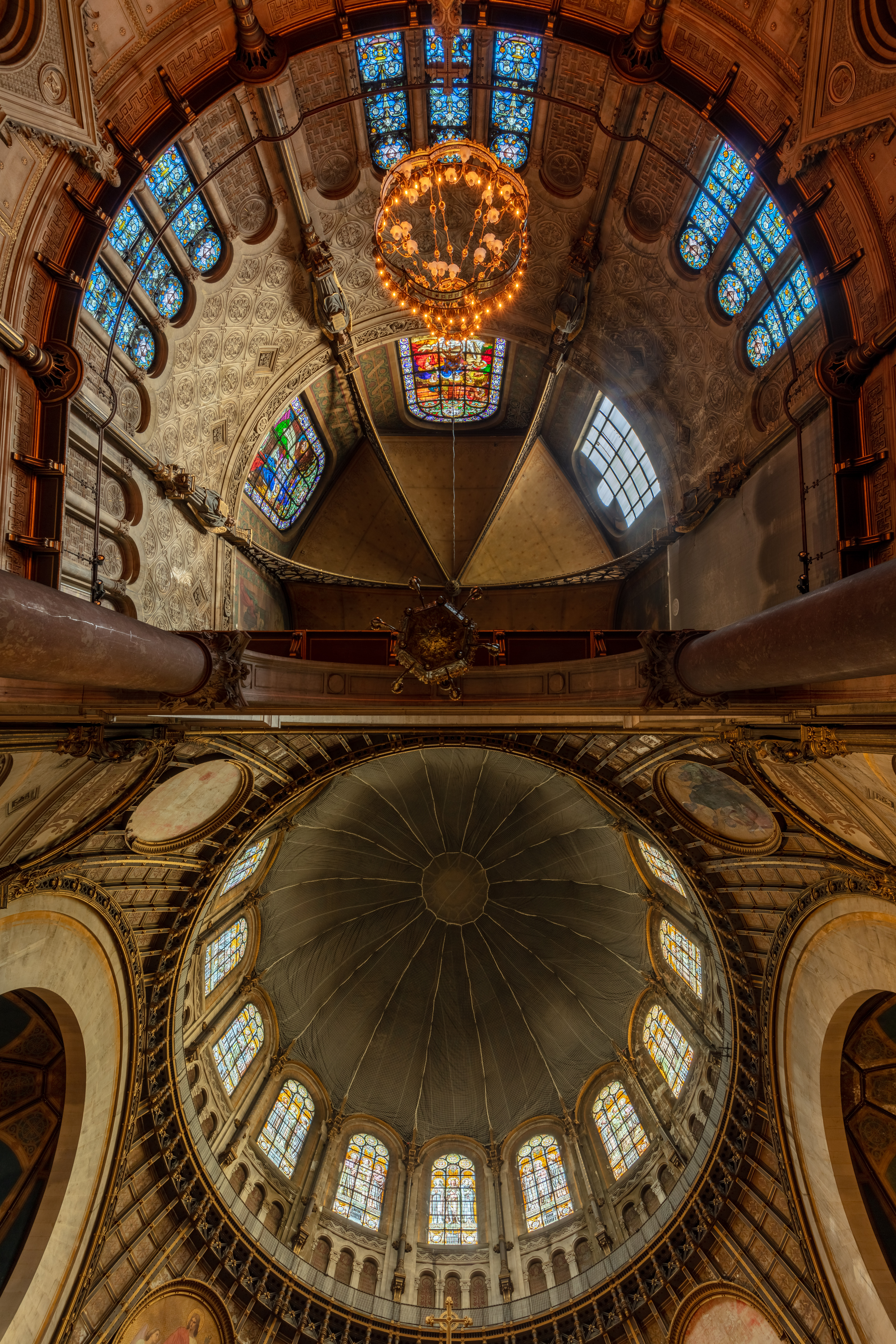
La cúpula vista desde el interior (bâchée).
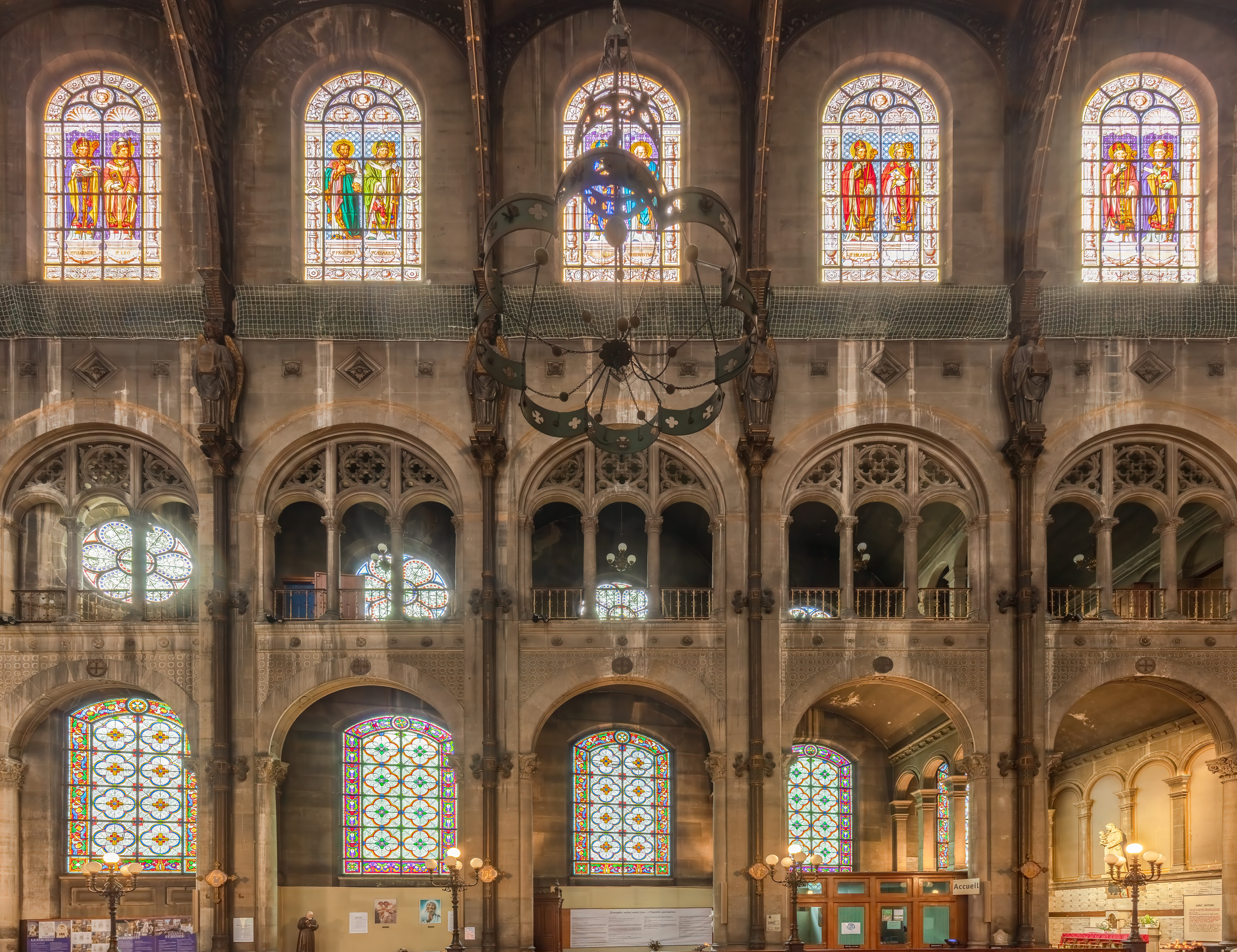
Detalle de las vidrieras.

Las pinturas de la nave son obra de Diogène Maillart: Le Baptême de Saint Augustin [El bautismo de San Agustín] y  La Mort de Sainte Monique [La Muerte de Santa Mónica].

Detalles del interior
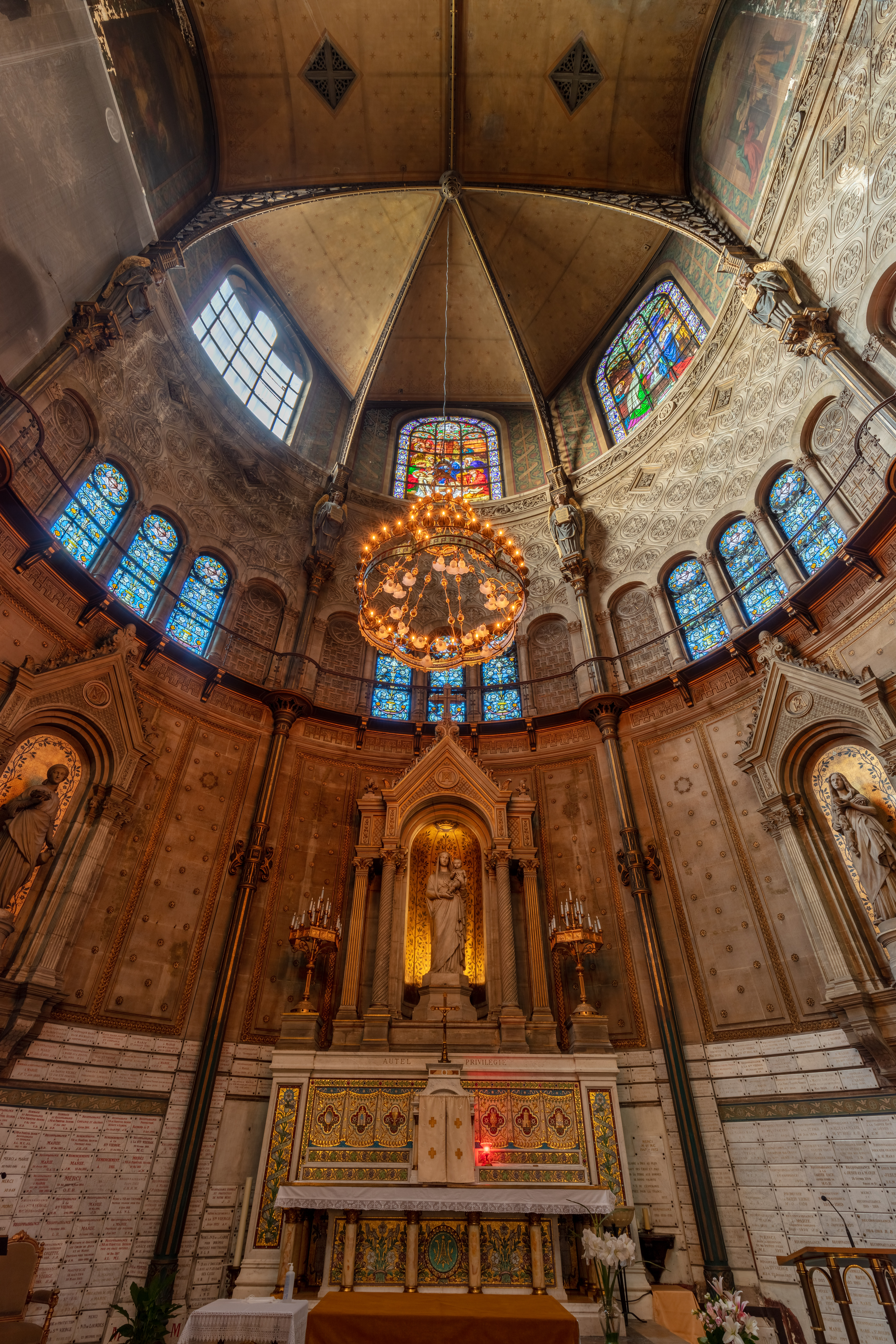
Capilla axial de la Virgen.
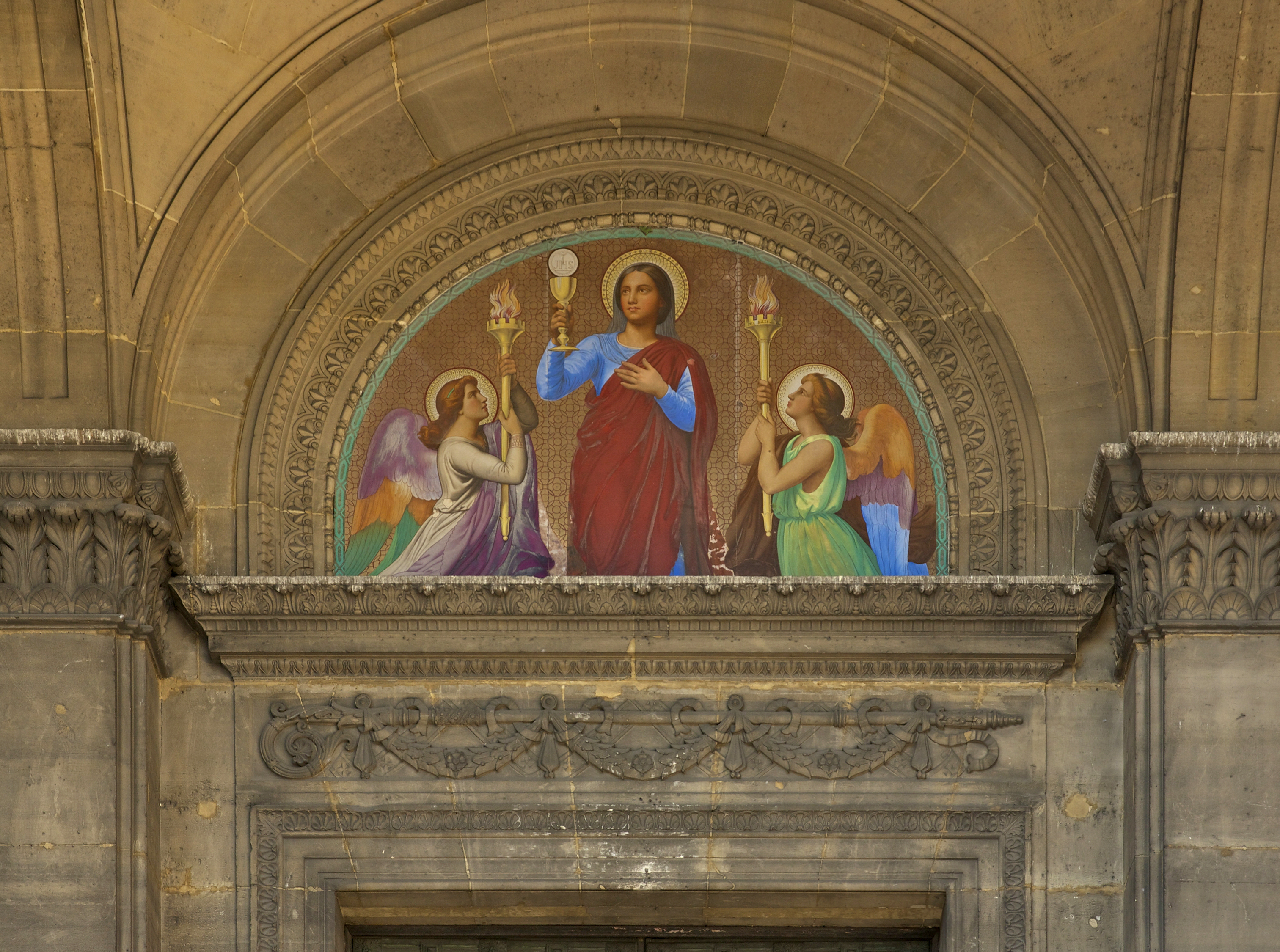
Fede (luneta del portal central).
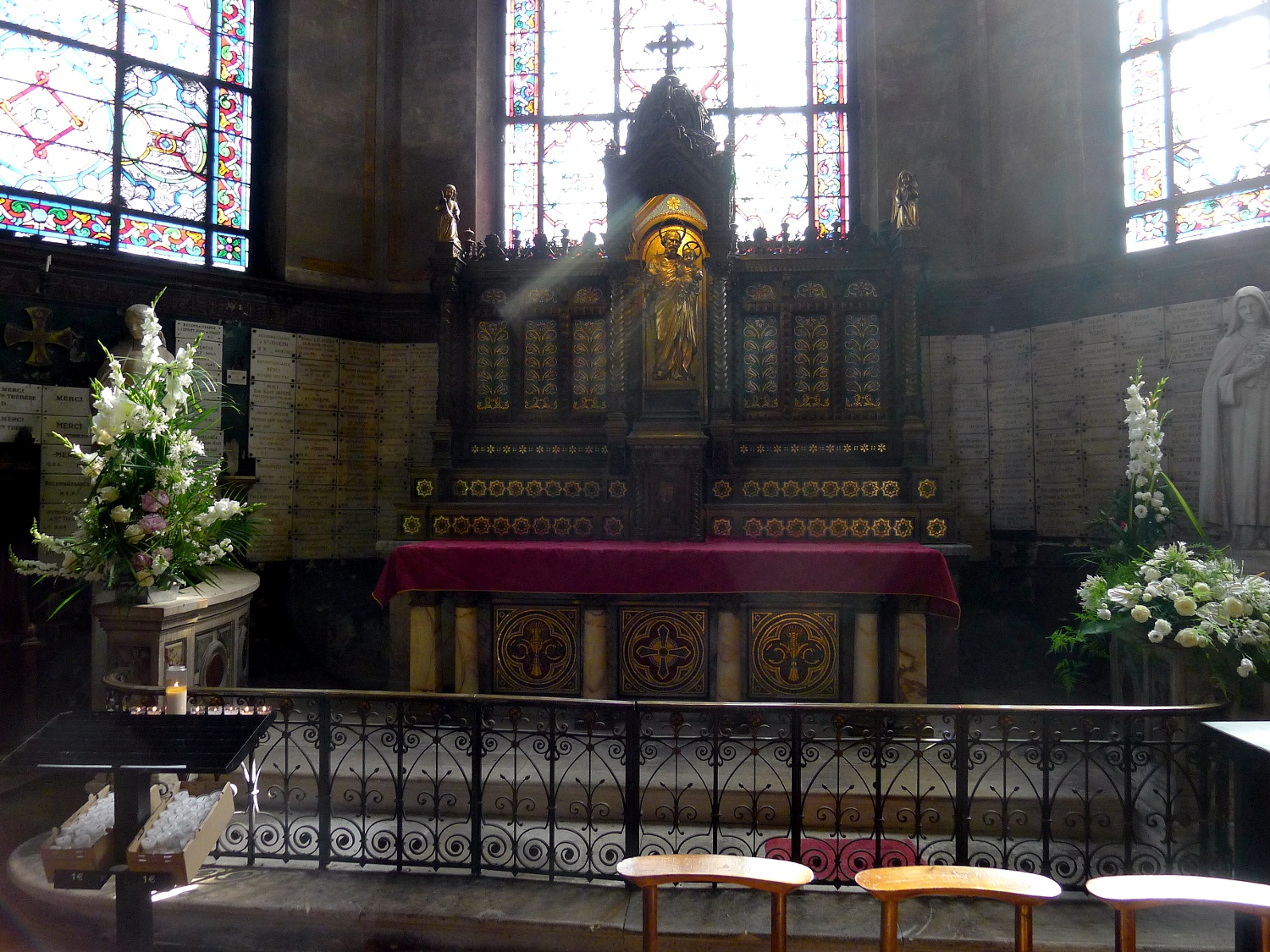
Capilla de San José.
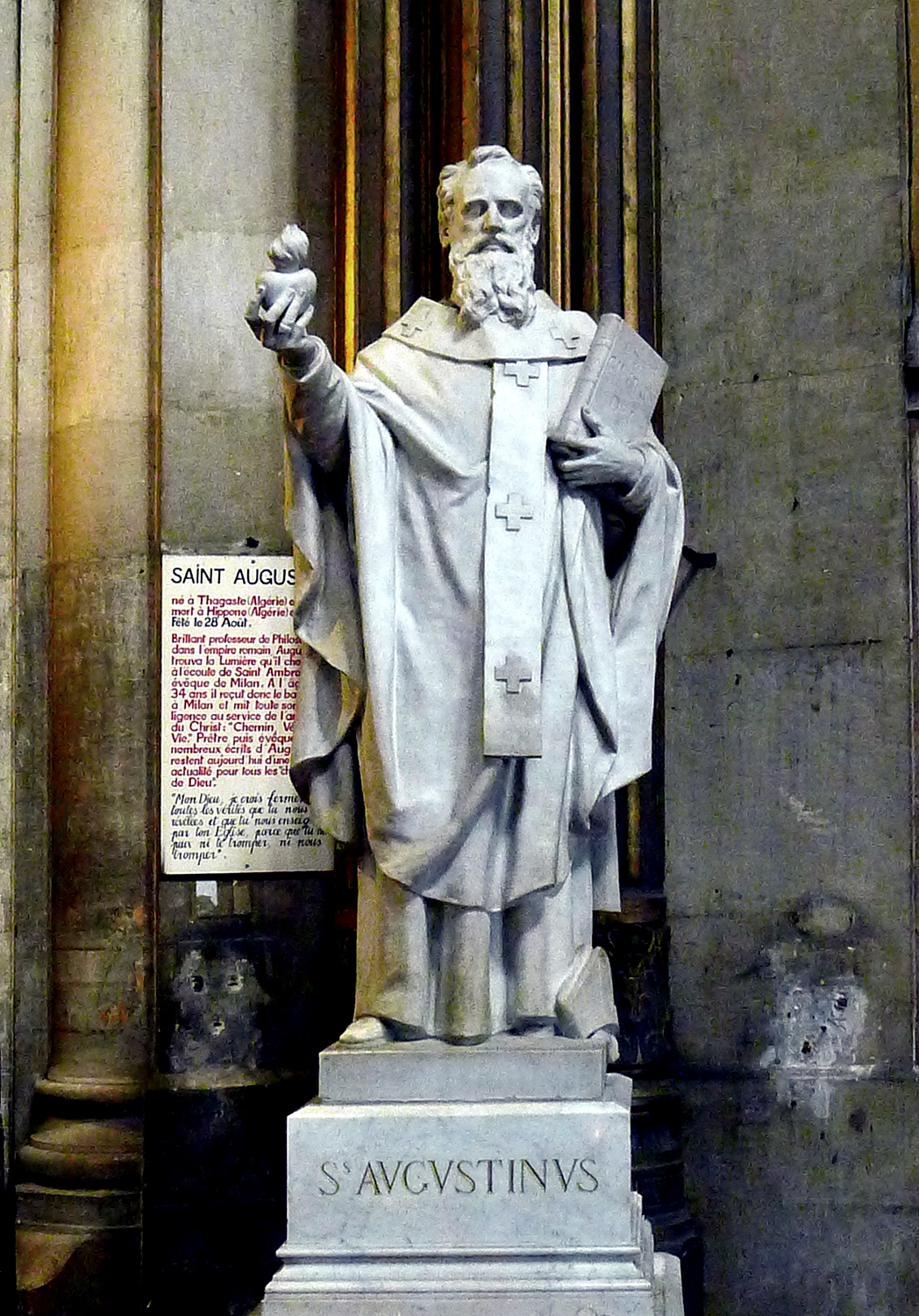
Estatua de san Agustín, obras de Jean-Marie Bonnassieux.
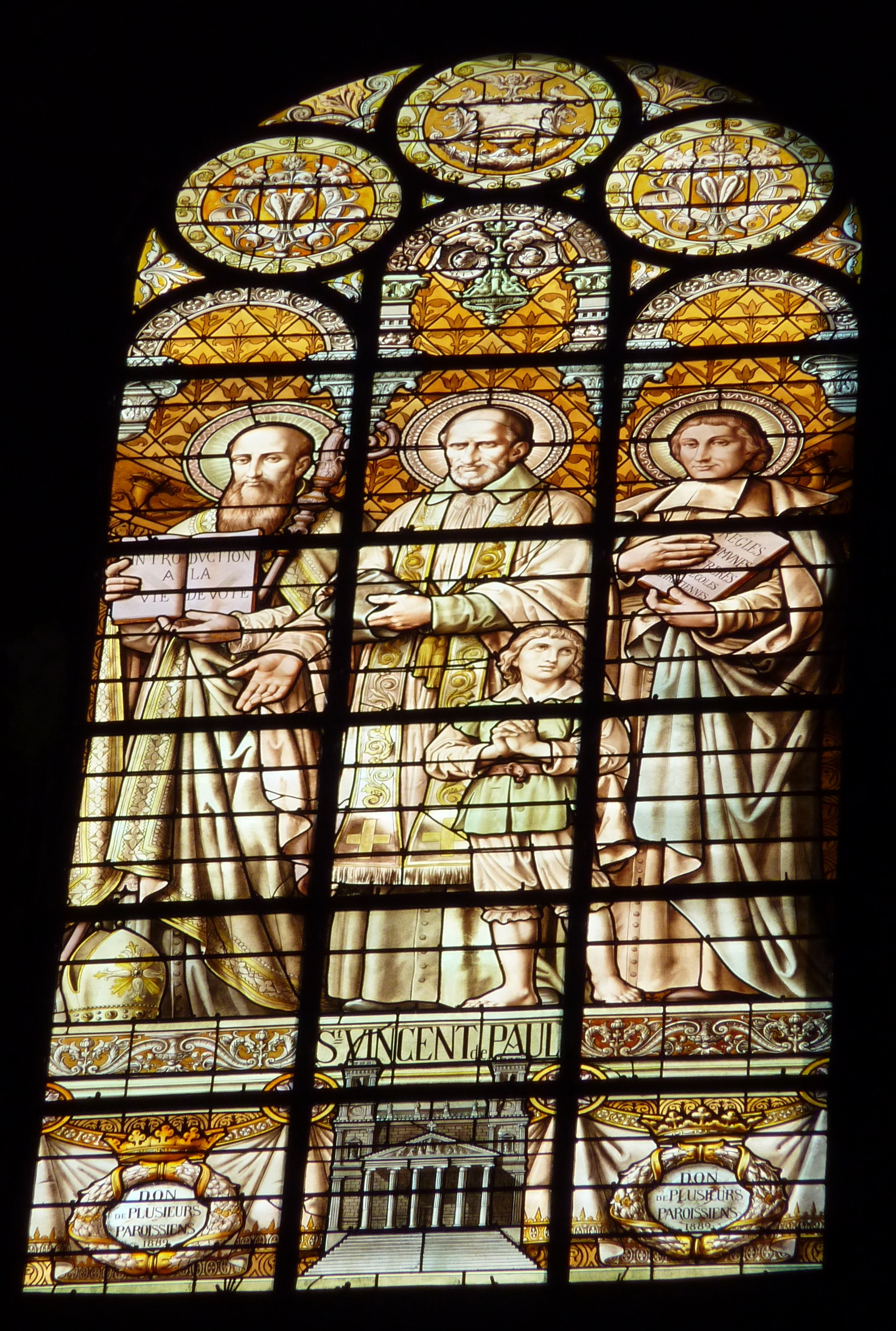
San Vincente de Paul.
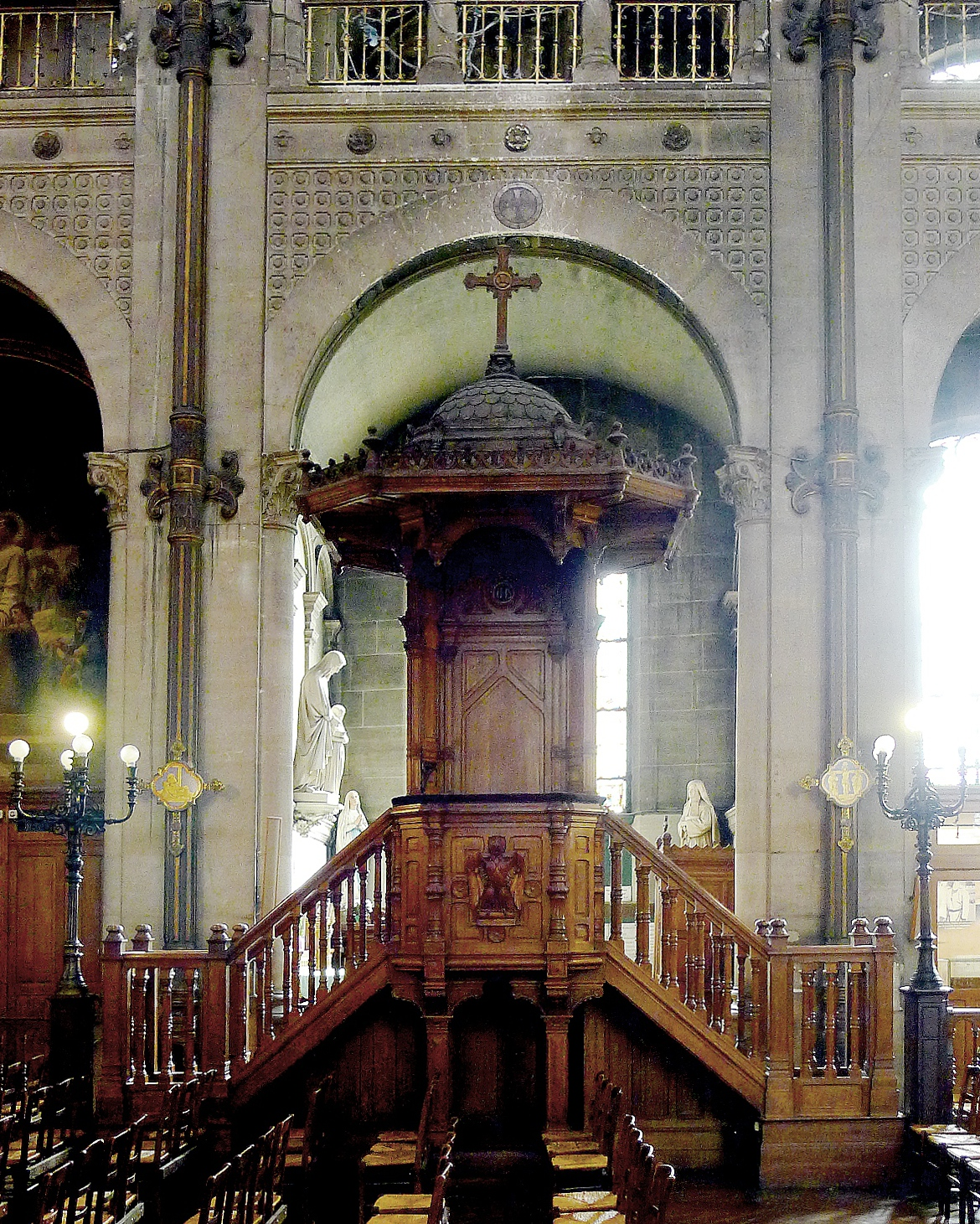
El púlpito.

## Los órganos

### El gran órgano de la tribuna

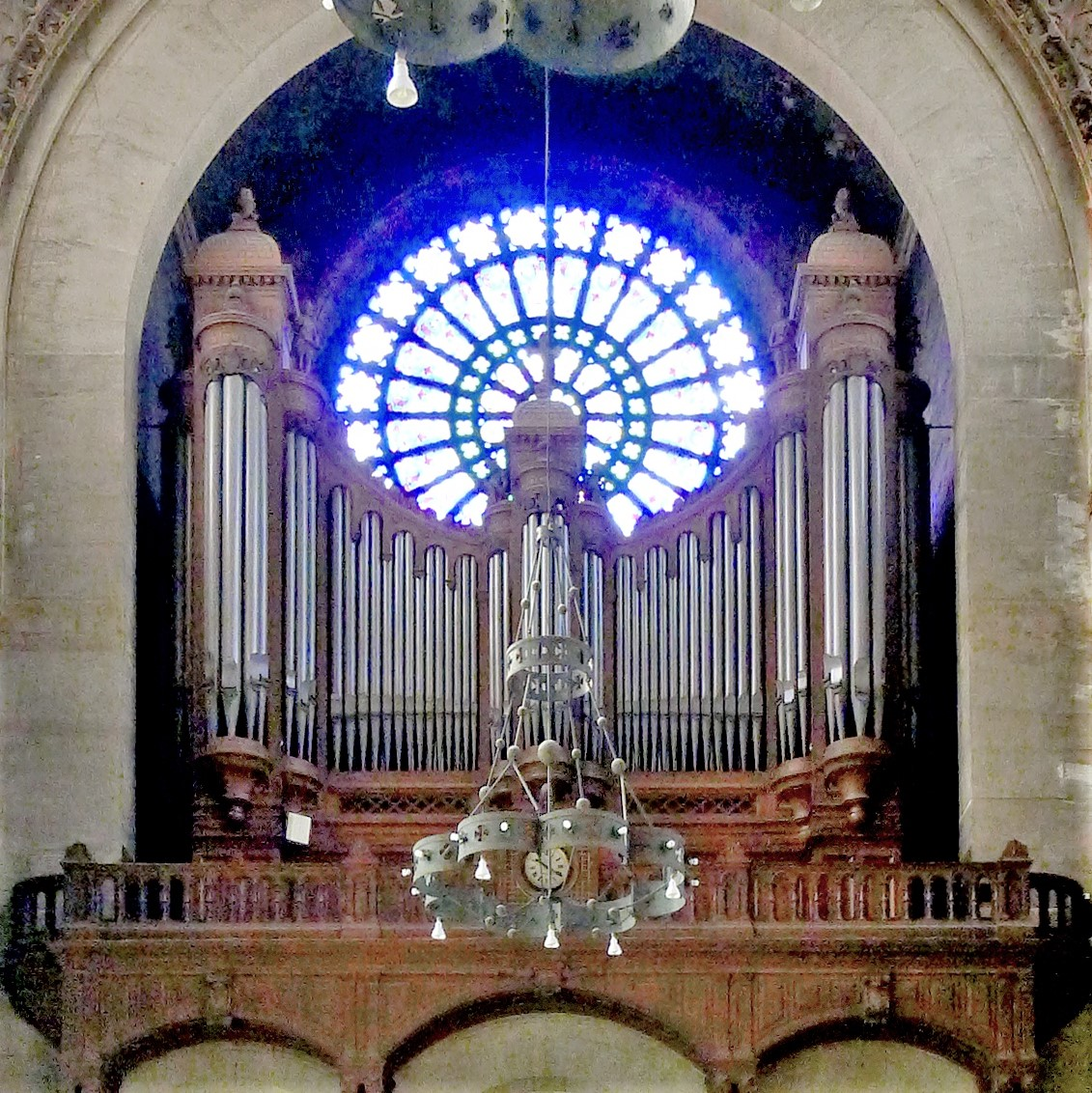
El gran órgano de la tribuna.

Los grandes órganos de este magnífico edificio son obra del fabricante  Charles Spackman Barker, famoso en el mundo del órgano por su invención de la «maquina Barker» que revolucionó el modo de transmisión. Fueron construidos en 1867-1868 y se inauguraron el miércoles, 17 de junio de 1868. Este órgano también fue uno de los primeros en integrar la electricidad. El instrumento fue ampliado y/o restaurado por Cavaillé-Coll (1899), Beuchet-Debierre (1961) y Dargassies (1987). 
- 3 teclados de 56 notas
- pedalier de 30 notas
- 54 juegos
- Transmisiones mecánicas con máquina Barker.

### El órgano del coro

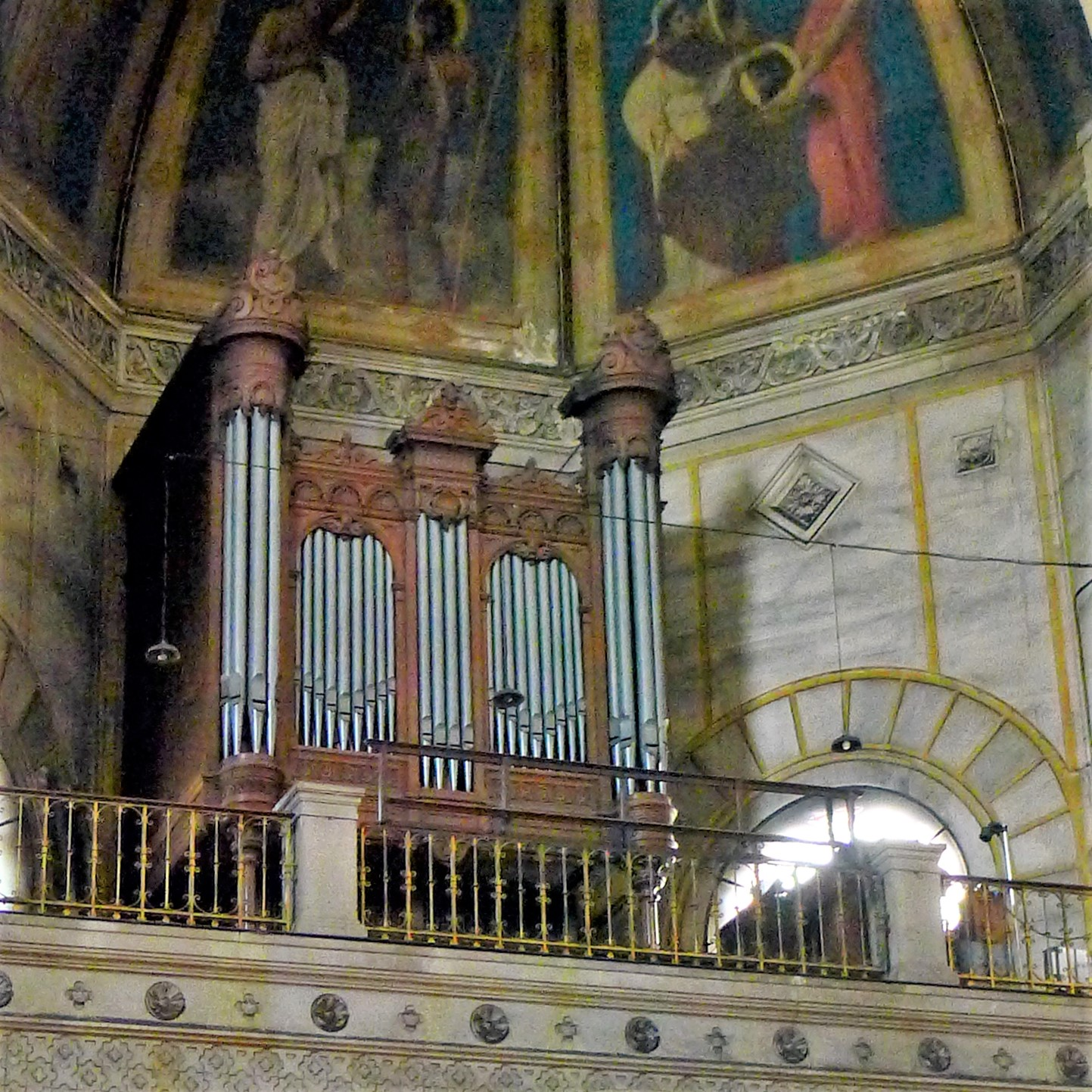
El órgano del coro

El órgano del coro es un Cavaillé-Coll-Mutin (1899);, posteriormente rehecho por  Danion-Gonzalez (1973) - Dargassies (1983). Tiene 2 teclados de 61 notas y un pedalero de 32 notas, con transmisiones eléctricas y 30 juegos (21 reales).
Los organistas titulares de la iglesia han sido:
- 1863–1925: Eugène Gigout
- 1925–1930: Jean Huré
- 1930–1948: André Fleury
- 1949–1997: Suzanne Chaisemartin
- 1979–1997: M. Pinté
- desde 1997: D. Matry
- desde 1997: C. Martin-Maéder